# Incontri ufficiali della nazionale maschile di calcio della Svizzera
Incontri ufficiali della nazionale di calcio della Svizzera.

## 1905 - 1909
|    | Data             | Avversario  | Risultato | Tipo       | Stadio, città           | Note                                                             |
| -- | ---------------- | ----------- | --------- | ---------- | ----------------------- | ---------------------------------------------------------------- |
| 1. | 12 febbraio 1905 | Francia     | 0 - 1     | Amichevole | Parigi                  | 1ª partita contro la Francia 1ª sconfitta                        |
| 2. | 8 marzo 1908     | Francia     | 1 - 2     | Amichevole | Charmilles, Ginevra     | 1ª partita a Ginevra                                             |
| 3. | 5 aprile 1908    | Germania    | 5 - 3     | Amichevole | Landhof, Basilea        | 1ª partita contro la Germania, 1ª vittoria, 1ª partita a Basilea |
| 4. | 4 aprile 1909    | Germania    | 0 - 1     | Amichevole | Karlsruhe               |                                                                  |
| 5. | 20 maggio 1909   | Inghilterra | 0 - 9     | Amichevole | St. Jakob-Park, Basilea | 1ª partita contro l'Inghilterra                                  |

## 1910 - 1919
|     | Data             | Avversario  | Risultato | Tipo       | Stadio, città                | Note                                              |
| --- | ---------------- | ----------- | --------- | ---------- | ---------------------------- | ------------------------------------------------- |
| 6.  | 3 aprile 1910    | Germania    | 2 - 3     | Amichevole | St. Jakob-Park, Basilea      |                                                   |
| 7.  | 9 aprile 1910    | Inghilterra | 1 - 6     | Amichevole | Londra                       |                                                   |
| 8.  | 8 gennaio 1911   | Ungheria    | 2 - 0     | Amichevole | Hardturm, Zurigo             | 1ª partita contro l'Ungheria, 1ª partita a Zurigo |
| 9.  | 26 marzo 1911    | Germania    | 2 - 6     | Amichevole | Stoccarda                    |                                                   |
| 10. | 23 aprile 1911   | Francia     | 5 - 2     | Amichevole | Charmilles, Ginevra          |                                                   |
| 11. | 7 maggio 1911    | Italia      | 2 - 2     | Amichevole | Milano                       | 1ª partita contro l'Italia                        |
| 12. | 21 maggio 1911   | Italia      | 3 - 0     | Amichevole | Charrière, La Chaux-de-Fonds | 1ª partita a La Chaux-de-Fonds                    |
| 13. | 25 maggio 1911   | Inghilterra | 1 - 4     | Amichevole | Wankdorf, Berna              | 1ª partita a Berna                                |
| 14. | 29 ottobre 1911  | Ungheria    | 0 - 9     | Amichevole | Budapest                     |                                                   |
| 15. | 18 febbraio 1912 | Francia     | 1 - 4     | Amichevole | Parigi                       |                                                   |
| 16. | 20 febbraio 1912 | Belgio      | 2 - 9     | Amichevole | Anversa                      | 1ª partita con Belgio                             |
| 17. | 5 maggio 1912    | Germania    | 1 - 2     | Amichevole | Espenmoos, San Gallo         | 1ª partita a San Gallo                            |
| 18. | 9 marzo 1913     | Francia     | 4 - 1     | Amichevole | Charmilles, Ginevra          |                                                   |
| 19. | 4 maggio 1913    | Belgio      | 1 - 2     | Amichevole | St. Jakob-Park, Basilea      |                                                   |
| 20. | 18 maggio 1913   | Germania    | 2 - 1     | Amichevole | Friburgo in Brisgovia        |                                                   |
| 21. | 2 novembre 1913  | Belgio      | 0 - 2     | Amichevole | Verviers                     |                                                   |
| 22. | 8 marzo 1914     | Francia     | 2 - 2     | Amichevole | Parigi                       |                                                   |
| 23. | 5 aprile 1914    | Italia      | 1 - 1     | Amichevole | Genova                       |                                                   |
| 24. | 17 maggio 1914   | Italia      | 0 - 1     | Amichevole | Wankdorf, Berna              |                                                   |
| 25. | 31 gennaio 1915  | Italia      | 1 - 3     | Amichevole | Torino                       |                                                   |
| 26. | 23 dicembre 1917 | Austria     | 0 - 1     | Amichevole | St. Jakob-Park, Basilea      | 1ª partita contro l'Austria                       |
| 27. | 26 dicembre 1917 | Austria     | 3 - 2     | Amichevole | Hardturm, Zurigo             |                                                   |
| 28. | 9 maggio 1918    | Austria     | 1 - 5     | Amichevole | Vienna                       |                                                   |
| 29. | 12 maggio 1918   | Ungheria    | 1 - 2     | Amichevole | Budapest                     |                                                   |

## 1920 - 1929
|     | Data             | Avversario     | Risultato | Tipo                 | Stadio, città           | Note                                                                  |
| --- | ---------------- | -------------- | --------- | -------------------- | ----------------------- | --------------------------------------------------------------------- |
| 30. | 29 febbraio 1920 | Francia        | 0 - 2     | Amichevole           | Charmilles, Ginevra     |                                                                       |
| 31. | 28 marzo 1920    | Italia         | 3 - 0     | Amichevole           | Wankdorf, Berna         |                                                                       |
| 32. | 16 maggio 1920   | Paesi Bassi    | 2 - 1     | Amichevole           | St. Jakob-Park, Basilea | 1ª partita contro i Paesi Bassi                                       |
| 33. | 6 giugno 1920    | Svezia         | 1 - 0     | Amichevole           | Stoccolma               | 1ª partita contro la Svezia                                           |
| 34. | 27 giugno 1920   | Germania       | 4 - 1     | Amichevole           | Hardturm, Zurigo        |                                                                       |
| 35. | 6 marzo 1921     | Italia         | 1 - 2     | Amichevole           | Milano                  |                                                                       |
| 36. | 28 marzo 1921    | Paesi Bassi    | 0 - 2     | Amichevole           | Amsterdam               |                                                                       |
| 37. | 1 maggio 1921    | Austria        | 2 - 2     | Amichevole           | Espenmoos, San Gallo    |                                                                       |
| 38. | 6 novembre 1921  | Italia         | 1 - 1     | Amichevole           | Charmilles, Ginevra     |                                                                       |
| 39. | 26 marzo 1922    | Germania       | 2 - 2     | Amichevole           | Francoforte sul Meno    |                                                                       |
| 40. | 11 giugno 1922   | Austria        | 1 - 7     | Amichevole           | Vienna                  |                                                                       |
| 41. | 15 giugno 1922   | Ungheria       | 1 - 1     | Amichevole           | Budapest                |                                                                       |
| 42. | 19 novembre 1922 | Paesi Bassi    | 5 - 0     | Amichevole           | Wankdorf, Berna         |                                                                       |
| 43. | 3 dicembre 1922  | Italia         | 2 - 2     | Amichevole           | Bologna                 |                                                                       |
| 44. | 21 gennaio 1923  | Austria        | 2 - 0     | Amichevole           | Charmilles, Ginevra     |                                                                       |
| 45. | 11 marzo 1923    | Ungheria       | 1 - 6     | Amichevole           | Pontaise, Losanna       | 1ª partita a Losanna                                                  |
| 46. | 22 aprile 1923   | Francia        | 2 - 2     | Amichevole           | Parigi                  |                                                                       |
| 47. | 3 giugno 1923    | Germania       | 1 - 2     | Amichevole           | St. Jakob-Park, Basilea |                                                                       |
| 48. | 17 giugno 1923   | Danimarca      | 2 - 3     | Amichevole           | Copenaghen              | 1ª partita contro la Danimarca                                        |
| 49. | 21 giugno 1923   | Norvegia       | 2 - 2     | Amichevole           | Oslo                    | 1ª partita contro la Norvegia                                         |
| 50. | 25 novembre 1923 | Paesi Bassi    | 1 - 4     | Amichevole           | Amsterdam               |                                                                       |
| 51. | 23 marzo 1924    | Francia        | 3 - 0     | Amichevole           | Charmilles, Ginevra     |                                                                       |
| 52. | 20 aprile 1924   | Danimarca      | 2 - 0     | Amichevole           | St. Jakob-Park, Basilea |                                                                       |
| 53. | 18 maggio 1924   | Ungheria       | 4 - 2     | Amichevole           | Hardturm, Zurigo        |                                                                       |
| 54. | 25 maggio 1924   | Lituania       | 9 - 0     | Giochi olimpici      | Parigi                  | 1ª partita contro la Lituania                                         |
| 55. | 28 maggio 1924   | Rep. Ceca      | 1 - 1     | Giochi olimpici      | Parigi                  | 1ª partita contro la Cecoslovacchia                                   |
| 56. | 30 maggio 1924   | Rep. Ceca      | 1 - 0     | Giochi olimpici      | Parigi                  |                                                                       |
| 57. | 2 giugno 1924    | Italia         | 2 - 1     | Giochi olimpici      | Parigi                  |                                                                       |
| 58. | 5 giugno 1924    | Svezia         | 2 - 1     | Giochi olimpici      | Parigi                  |                                                                       |
| 59. | 9 giugno 1924    | Uruguay        | 0 - 3     | Giochi olimpici      | Parigi                  | 1ª partita con un'avversaria non europea, 1ª partita contro l'Uruguay |
| 60. | 14 dicembre 1924 | Germania       | 1 - 1     | Amichevole           | Stoccarda               |                                                                       |
| 61. | 22 marzo 1925    | Austria        | 0 - 2     | Amichevole           | Vienna                  |                                                                       |
| 62. | 25 marzo 1925    | Ungheria       | 0 - 5     | Amichevole           | Budapest                |                                                                       |
| 63. | 19 aprile 1925   | Paesi Bassi    | 4 - 1     | Amichevole           | Hardturm, Zurigo        |                                                                       |
| 64. | 24 maggio 1925   | Belgio         | 0 - 0     | Amichevole           | Pontaise, Losanna       |                                                                       |
| 65. | 1 giugno 1925    | Spagna         | 0 - 3     | Amichevole           | Wankdorf, Berna         | 1ª partita contro la Spagna                                           |
| 66. | 25 ottobre 1925  | Germania       | 0 - 4     | Amichevole           | St. Jakob-Park, Basilea |                                                                       |
| 67. | 8 novembre 1925  | Austria        | 2 - 0     | Amichevole           | Wankdorf, Berna         |                                                                       |
| 68. | 28 marzo 1926    | Paesi Bassi    | 0 - 5     | Amichevole           | Amsterdam               |                                                                       |
| 69. | 18 aprile 1926   | Italia         | 1 - 1     | Amichevole           | Hardturm, Zurigo        |                                                                       |
| 70. | 25 aprile 1926   | Francia        | 0 - 1     | Amichevole           | Parigi                  |                                                                       |
| 71. | 9 maggio 1926    | Italia         | 2 - 3     | Amichevole           | Milano                  |                                                                       |
| 72. | 10 ottobre 1926  | Austria        | 1 - 7     | Amichevole           | Vienna                  |                                                                       |
| 73. | 12 dicembre 1926 | Germania       | 3 - 2     | Amichevole           | Monaco di Baviera       |                                                                       |
| 74. | 30 gennaio 1927  | Italia         | 1 - 5     | Amichevole           | Charmilles, Ginevra     |                                                                       |
| 75. | 17 aprile 1927   | Spagna         | 0 - 1     | Amichevole           | Santander               |                                                                       |
| 76. | 29 maggio 1927   | Austria        | 1 - 4     | Amichevole           | Hardturm, Zurigo        |                                                                       |
| 77. | 6 novembre 1927  | Svezia         | 2 - 2     | Amichevole           | Hardturm, Zurigo        |                                                                       |
| 78. | 1 gennaio 1928   | Italia         | 2 - 3     | Coppa Internazionale | Genova                  |                                                                       |
| 79. | 11 marzo 1928    | Francia        | 4 - 3     | Amichevole           | Pontaise, Losanna       |                                                                       |
| 80. | 15 aprile 1928   | Germania       | 2 - 3     | Amichevole           | Wankdorf, Berna         |                                                                       |
| 81. | 6 maggio 1928    | Paesi Bassi    | 2 - 1     | Amichevole           | St. Jakob-Park, Basilea |                                                                       |
| 82. | 28 maggio 1928   | Germania       | 0 - 4     | Giochi olimpici      | Amsterdam               |                                                                       |
| 83. | 14 ottobre 1928  | Italia         | 2 - 3     | Coppa Internazionale | Hardturm, Zurigo        |                                                                       |
| 84. | 29 ottobre 1928  | Austria        | 0 - 2     | Coppa Internazionale | Vienna                  |                                                                       |
| 85. | 1 novembre 1928  | Ungheria       | 1 - 3     | Coppa Internazionale | Budapest                |                                                                       |
| 86. | 10 febbraio 1929 | Germania       | 1 - 7     | Amichevole           | Mannheim                |                                                                       |
| 87. | 17 marzo 1929    | Paesi Bassi    | 2 - 3     | Amichevole           | Amsterdam               |                                                                       |
| 88. | 14 aprile 1929   | Ungheria       | 4 - 5     | Coppa Internazionale | Wankdorf, Berna         |                                                                       |
| 89. | 5 maggio 1929    | Cecoslovacchia | 1 - 4     | Coppa Internazionale | Pontaise, Losanna       |                                                                       |
| 90. | 6 ottobre 1929   | Cecoslovacchia | 0 - 5     | Coppa Internazionale | Praga                   |                                                                       |
| 91. | 27 ottobre 1929  | Austria        | 1 - 3     | Coppa Internazionale | Wankdorf, Berna         |                                                                       |

## 1930 - 1939
|      | Data              | Avversario     | Risultato  | Tipo                               | Stadio, città           | Note                                      |
| ---- | ----------------- | -------------- | ---------- | ---------------------------------- | ----------------------- | ----------------------------------------- |
| 92.  | 9 febbraio 1930   | Italia         | 2 - 4      | Amichevole                         | Roma                    |                                           |
| 93.  | 23 marzo 1930     | Francia        | 3 - 3      | Amichevole                         | Parigi                  |                                           |
| 94.  | 13 aprile 1930    | Ungheria       | 2 - 2      | Amichevole                         | St. Jakob-Park, Basilea |                                           |
| 95.  | 4 maggio 1930     | Germania       | 0 - 5      | Amichevole                         | Hardturm, Zurigo        |                                           |
| 96.  | 15 giugno 1930    | Svezia         | 0 - 1      | Amichevole                         | Stoccolma               |                                           |
| 97.  | 19 giugno 1930    | Norvegia       | 0 - 3      | Amichevole                         | Oslo                    |                                           |
| 98.  | 2 novembre 1930   | Paesi Bassi    | 6 - 3      | Amichevole                         | Hardturm, Zurigo        |                                           |
| 99.  | 29 marzo 1931     | Italia         | 1 - 1      | Coppa Internazionale               | Wankdorf, Berna         |                                           |
| 100. | 12 aprile 1931    | Ungheria       | 2 - 6      | Coppa Internazionale               | Budapest                |                                           |
| 101. | 24 maggio 1931    | Scozia         | 2 - 3      | Amichevole                         | Charmilles, Ginevra     | 1ª partita contro la Scozia               |
| 102. | 13 giugno 1931    | Cecoslovacchia | 3 - 7      | Coppa Internazionale               | Praga                   |                                           |
| 103. | 16 giugno 1931    | Austria        | 0 - 2      | Amichevole                         | Vienna                  |                                           |
| 104. | 29 novembre 1931  | Austria        | 1 - 8      | Coppa Internazionale               | St. Jakob-Park, Basilea |                                           |
| 105. | 6 dicembre 1931   | Belgio         | 1 - 2      | Amichevole                         | Bruxelles               |                                           |
| 106. | 14 febbraio 1932  | Italia         | 0 - 3      | Coppa Internazionale               | Napoli                  |                                           |
| 107. | 6 marzo 1932      | Germania       | 0 - 2      | Amichevole                         | Lipsia                  |                                           |
| 108. | 20 marzo 1932     | Francia        | 3 - 3      | Amichevole                         | Wankdorf, Berna         |                                           |
| 109. | 17 aprile 1932    | Cecoslovacchia | 5 - 1      | Coppa Internazionale               | Hardturm, Zurigo        |                                           |
| 110. | 19 giugno 1932    | Ungheria       | 3 - 1      | Coppa Internazionale               | Wankdorf, Berna         |                                           |
| 111. | 23 ottobre 1932   | Austria        | 1 - 3      | Coppa Internazionale               | Vienna                  |                                           |
| 112. | 6 novembre 1932   | Svezia         | 2 - 1      | Amichevole                         | St. Jakob-Park, Basilea |                                           |
| 113. | 22 gennaio 1933   | Paesi Bassi    | 2 - 0      | Amichevole                         | Amsterdam               |                                           |
| 114. | 12 marzo 1933     | Belgio         | 3 - 3      | Amichevole                         | Hardturm, Zurigo        |                                           |
| 115. | 2 aprile 1933     | Italia         | 0 - 3      | Coppa Internazionale               | Charmilles, Ginevra     |                                           |
| 116. | 7 maggio 1933     | Jugoslavia     | 4 - 1      | Amichevole                         | Hardturm, Zurigo        | 1ª partita contro la Jugoslavia           |
| 117. | 20 maggio 1933    | Inghilterra    | 0 - 4      | Amichevole                         | Wankdorf, Berna         |                                           |
| 118. | 17 settembre 1933 | Ungheria       | 0 - 3      | Coppa Internazionale               | Budapest                |                                           |
| 119. | 24 settembre 1933 | Jugoslavia     | 2 - 2      | Qualificazione Campionato mondiale | Belgrado                |                                           |
| 120. | 29 ottobre 1933   | Romania        | 2 - 0      | Qualificazione Campionato mondiale | Wankdorf, Berna         | 1ª partita contro la Romania              |
| 121. | 19 novembre 1933  | Germania       | 0 - 2      | Amichevole                         | Hardturm, Zurigo        |                                           |
| 122. | 3 dicembre 1933   | Italia         | 2 - 5      | Coppa Internazionale               | Firenze                 |                                           |
| 123. | 11 marzo 1934     | Francia        | 1 - 0      | Amichevole                         | Parigi                  |                                           |
| 124. | 25 marzo 1934     | Austria        | 2 - 3      | Coppa Internazionale               | Charmilles, Ginevra     |                                           |
| 125. | 27 maggio 1934    | Paesi Bassi    | 3 - 2      | Campionato mondiale                | Milano                  |                                           |
| 126. | 31 maggio 1934    | Cecoslovacchia | 2 - 3      | Campionato mondiale                | Torino                  |                                           |
| 127. | 14 ottobre 1934   | Cecoslovacchia | 2 - 2      | Coppa Internazionale               | Charmilles, Ginevra     |                                           |
| 128. | 4 novembre 1934   | Paesi Bassi    | 4 - 2      | Amichevole                         | Wankdorf, Berna         |                                           |
| 129. | 11 novembre 1934  | Austria        | 0 - 3      | Coppa Internazionale               | Vienna                  |                                           |
| 130. | 27 gennaio 1935   | Germania       | 0 - 4      | Amichevole                         | Stoccarda               |                                           |
| 131. | 17 marzo 1935     | Cecoslovacchia | 1 - 3      | Coppa Internazionale               | Praga                   |                                           |
| 132. | 14 aprile 1935    | Ungheria       | 6 - 2      | Coppa Internazionale               | Hardturm, Zurigo        |                                           |
| 133. | 5 maggio 1935     | Irlanda        | 1 - 0      | Amichevole                         | St. Jakob-Park, Basilea | 1ª partita contro una compagine irlandese |
| 134. | 30 maggio 1935    | Belgio         | 2 - 2      | Amichevole                         | Bruxelles               |                                           |
| 135. | 27 ottobre 1935   | Francia        | 2 - 1      | Amichevole                         | Charmilles, Ginevra     |                                           |
| 136. | 3 novembre 1935   | Norvegia       | 2 - 1      | Amichevole                         | Hardturm, Zurigo        |                                           |
| 137. | 10 novembre 1935  | Ungheria       | 1 - 6      | Amichevole                         | Budapest                |                                           |
| 138. | 17 marzo 1936     | Irlanda        | 0 - 1      | Amichevole                         | Dublino                 |                                           |
| 139. | 5 aprile 1935     | Italia         | 1 - 2      | Amichevole                         | Hardturm, Zurigo        |                                           |
| 140. | 3 maggio 1936     | Spagna         | 0 - 2      | Amichevole                         | Wankdorf, Berna         |                                           |
| 141. | 24 maggio 1936    | Belgio         | 1 - 1      | Amichevole                         | St. Jakob-Park, Basilea |                                           |
| 142. | 18 giugno 1936    | Norvegia       | 2 - 1      | Amichevole                         | Oslo                    |                                           |
| 143. | 21 giugno 1936    | Svezia         | 2 - 5      | Amichevole                         | Stoccolma               |                                           |
| 144. | 25 ottobre 1936   | Italia         | 2 - 4      | Coppa Internazionale               | Milano                  |                                           |
| 145. | 8 novembre 1936   | Austria        | 1 - 3      | Coppa Internazionale               | Hardturm, Zurigo        |                                           |
| 146. | 21 febbraio 1937  | Cecoslovacchia | 3 - 5      | Amichevole                         | Praga                   |                                           |
| 147. | 7 marzo 1937      | Paesi Bassi    | 1 - 2      | Amichevole                         | Amsterdam               |                                           |
| 148. | 11 aprile 1937    | Ungheria       | 1 - 5      | Coppa Internazionale               | St. Jakob-Park, Basilea |                                           |
| 149. | 18 aprile 1937    | Belgio         | 2 - 1      | Amichevole                         | Bruxelles               |                                           |
| 150. | 2 maggio 1937     | Germania       | 0 - 1      | Amichevole                         | Hardturm, Zurigo        |                                           |
| 151. | 17 maggio 1937    | Irlanda        | 1 - 0      | Amichevole                         | Hardturm, Zurigo        |                                           |
| 152. | 19 settembre 1937 | Austria        | 3 - 4      | Coppa Internazionale               | Vienna                  |                                           |
| 153. | 10 ottobre 1937   | Francia        | 1 - 2      | Amichevole                         | Parigi                  |                                           |
| 154. | 31 ottobre 1937   | Italia         | 2 - 2      | Coppa Internazionale               | Vienna                  |                                           |
| 155. | 14 novembre 1937  | Ungheria       | 0 - 2      | Coppa Internazionale               | Budapest                |                                           |
| 156. | 6 febbraio 1938   | Germania       | 1 - 1      | Amichevole                         | Colonia                 |                                           |
| 157. | 13 marzo 1938     | Polonia        | 3 - 3      | Amichevole                         | Hardturm, Zurigo        | 1ª partita contro la Polonia              |
| 158. | 2 aprile 1938     | Cecoslovacchia | 4 - 0      | Coppa Internazionale               | St. Jakob-Park, Basilea |                                           |
| 159. | 1 maggio 1938     | Portogallo     | 2 - 1      | Qualificazione Campionato mondiale | Milano                  | 1ª partita contro il Portogallo           |
| 160. | 8 maggio 1938     | Belgio         | 0 - 3      | Amichevole                         | Pontaise, Losanna       |                                           |
| 161. | 21 maggio 1938    | Inghilterra    | 2 - 1      | Amichevole                         | Hardturm, Zurigo        |                                           |
| 162. | 4 giugno 1938     | Germania       | 1 - 1 n.V. | Campionato mondiale                | Parigi                  |                                           |
| 163. | 9 giugno 1938     | Germania       | 4 - 2      | Campionato mondiale                | Parigi                  |                                           |
| 164. | 12 giugno 1938    | Ungheria       | 0 - 2      | Campionato mondiale                | Lilla                   |                                           |
| 165. | 18 settembre 1938 | Irlanda        | 0 - 4      | Amichevole                         | Dublino                 |                                           |
| 166. | 6 novembre 1938   | Portogallo     | 1 - 0      | Amichevole                         | Pontaise, Losanna       |                                           |
| 167. | 20 novembre 1938  | Italia         | 0 - 2      | Amichevole                         | Bologna                 |                                           |
| 168. | 12 febbraio 1939  | Portogallo     | 4 - 2      | Amichevole                         | Lisbona                 |                                           |
| 169. | 2 aprile 1939     | Ungheria       | 3 - 1      | Amichevole                         | Hardturm, Zurigo        |                                           |
| 170. | 7 maggio 1939     | Paesi Bassi    | 2 - 1      | Amichevole                         | Wankdorf, Berna         |                                           |
| 171. | 14 maggio 1939    | Belgio         | 2 - 1      | Amichevole                         | Liegi                   |                                           |
| 172. | 4 giugno 1939     | Polonia        | 1 - 1      | Amichevole                         | Varsavia                |                                           |
| 173. | 12 novembre 1939  | Italia         | 3 - 1      | Amichevole                         | Zurigo                  |                                           |

## 1940 - 1949
|      | Data              | Avversario     | Risultato | Tipo                               | Stadio, città           | Note                             |
| ---- | ----------------- | -------------- | --------- | ---------------------------------- | ----------------------- | -------------------------------- |
| 174. | 2 marzo 1940      | Italia         | 1 - 1     | Amichevole                         | Torino                  |                                  |
| 175. | 31 marzo 1940     | Ungheria       | 0 - 3     | Amichevole                         | Budapest                |                                  |
| 176. | 2 aprile 1940     | Croazia        | 0 - 4     | Amichevole                         | Zagabria                | 1ª partita contro la Croazia     |
| 177. | 21 aprile 1940    | Croazia        | 0 - 1     | Amichevole                         | Wankdorf, Berna         |                                  |
| 178. | 9 marzo 1941      | Germania       | 2 - 4     | Amichevole                         | Stoccarda               |                                  |
| 179. | 20 aprile 1941    | Germania       | 2 - 1     | Amichevole                         | Wankdorf, Berna         |                                  |
| 180. | 16 novembre 1941  | Ungheria       | 1 - 2     | Amichevole                         | Hardturm, Zurigo        |                                  |
| 181. | 28 dicembre 1941  | Spagna         | 2 - 3     | Amichevole                         | Valencia                |                                  |
| 182. | 1 gennaio 1942    | Portogallo     | 0 - 3     | Amichevole                         | Lisbona                 |                                  |
| 183. | 1 febbraio 1942   | Germania       | 2 - 1     | Amichevole                         | Vienna                  |                                  |
| 184. | 8 marzo 1942      | Francia        | 2 - 0     | Amichevole                         | Marsiglia               |                                  |
| 185. | 18 ottobre 1942   | Germania       | 3 - 5     | Amichevole                         | Wankdorf, Berna         |                                  |
| 186. | 1 novembre 1942   | Ungheria       | 0 - 3     | Amichevole                         | Budapest                |                                  |
| 187. | 15 novembre 1942  | Svezia         | 3 - 1     | Amichevole                         | Hardturm, Zurigo        |                                  |
| 188. | 4 aprile 1943     | Croazia        | 1 - 0     | Amichevole                         | Hardturm, Zurigo        |                                  |
| 189. | 16 maggio 1943    | Ungheria       | 1 - 3     | Amichevole                         | Genova                  |                                  |
| 190. | 14 giugno 1943    | Svezia         | 0 - 1     | Amichevole                         | Stoccolma               |                                  |
| 191. | 4 aprile 1945     | Francia        | 1 - 0     | Amichevole                         | Pontaise, Losanna       |                                  |
| 192. | 21 maggio 1945    | Portogallo     | 1 - 0     | Amichevole                         | St. Jakob-Park, Basilea |                                  |
| 193. | 11 novembre 1945  | Italia         | 4 - 4     | Amichevole                         | Hardturm, Zurigo        |                                  |
| 194. | 25 novembre 1945  | Svezia         | 3 - 0     | Amichevole                         | Charmilles, Ginevra     |                                  |
| 195. | 7 luglio 1946     | Svezia         | 2 - 7     | Amichevole                         | Stoccolma               |                                  |
| 196. | 14 settembre 1946 | Cecoslovacchia | 2 - 3     | Amichevole                         | Praga                   |                                  |
| 197. | 10 novembre 1946  | Austria        | 1 - 0     | Amichevole                         | Wankdorf, Berna         |                                  |
| 198. | 5 gennaio 1947    | Portogallo     | 2 - 2     | Amichevole                         | Lisbona                 |                                  |
| 199. | 27 aprile 1947    | Italia         | 2 - 5     | Amichevole                         | Firenze                 |                                  |
| 200. | 18 maggio 1947    | Inghilterra    | 1 - 0     | Amichevole                         | Hardturm, Zurigo        |                                  |
| 201. | 8 giugno 1947     | Francia        | 1 - 2     | Amichevole                         | Pontaise, Losanna       |                                  |
| 202. | 21 settembre 1947 | Paesi Bassi    | 2 - 6     | Amichevole                         | Amsterdam               |                                  |
| 203. | 2 novembre 1947   | Belgio         | 4 - 0     | Amichevole                         | Charmilles, Ginevra     |                                  |
| 204. | 18 aprile 1948    | Austria        | 1 - 3     | Amichevole                         | Vienna                  |                                  |
| 205. | 21 aprile 1948    | Ungheria       | 4 - 7     | Coppa Internazionale               | Budapest                |                                  |
| 206. | 17 maggio 1948    | Scozia         | 2 - 1     | Amichevole                         | Wankdorf, Berna         |                                  |
| 207. | 20 giugno 1948    | Spagna         | 3 - 3     | Amichevole                         | Hardturm, Zurigo        |                                  |
| 208. | 10 ottobre 1948   | Cecoslovacchia | 1 - 1     | Coppa Internazionale               | St. Jakob-Park, Basilea |                                  |
| 209. | 2 dicembre 1948   | Inghilterra    | 0 - 6     | Amichevole                         | Londra                  |                                  |
| 210. | 5 dicembre 1948   | Irlanda        | 1 - 0     | Amichevole                         | Dublino                 |                                  |
| 211. | 3 aprile 1949     | Austria        | 1 - 2     | Coppa Internazionale               | Pontaise, Losanna       |                                  |
| 212. | 26 maggio 1949    | Galles         | 4 - 0     | Amichevole                         | Wankdorf, Berna         | 1ª partita contro il Galles      |
| 213. | 4 giugno 1949     | Francia        | 2 - 4     | Amichevole                         | Parigi                  |                                  |
| 214. | 26 giugno 1949    | Lussemburgo    | 5 - 2     | Qualificazione Campionato mondiale | Hardturm, Zurigo        | 1ª partita contro il Lussemburgo |
| 215. | 18 settembre 1949 | Lussemburgo    | 3 - 2     | Qualificazione Campionato mondiale | Lussemburgo             |                                  |
| 216. | 2 ottobre 1949    | Belgio         | 0 - 3     | Amichevole                         | Bruxelles               |                                  |

## 1950 - 1959
|      | Data              | Avversario     | Risultato | Tipo                               | Stadio, città           | Note                          |
| ---- | ----------------- | -------------- | --------- | ---------------------------------- | ----------------------- | ----------------------------- |
| 217. | 19 marzo 1950     | Austria        | 3 - 3     | Coppa Internazionale               | Vienna                  |                               |
| 218. | 26 aprile 1950    | Scozia         | 1 - 3     | Amichevole                         | Glasgow                 |                               |
| 219. | 11 giugno 1950    | Jugoslavia     | 0 - 4     | Amichevole                         | Wankdorf, Berna         |                               |
| 220. | 25 giugno 1950    | Jugoslavia     | 0 - 3     | Campionato mondiale                | Belo Horizonte          |                               |
| 221. | 28 giugno 1950    | Brasile        | 2 - 2     | Campionato mondiale                | San Paolo               | 1ª partita contro il Brasile  |
| 222. | 2 luglio 1950     | Messico        | 2 - 1     | Campionato mondiale                | Porto Alegre            | 1ª partita contro il Messico  |
| 223. | 15 ottobre 1950   | Paesi Bassi    | 7 - 5     | Amichevole                         | St. Jakob-Park, Basilea |                               |
| 224. | 12 novembre 1950  | Svezia         | 4 - 2     | Amichevole                         | Charmilles, Ginevra     |                               |
| 225. | 22 novembre 1950  | Germania       | 0 - 1     | Amichevole                         | Stoccarda               |                               |
| 226. | 22 novembre 1950  | Saar           | 3 - 5     | Amichevole                         | Saarbrücken             | 1ª partita contro la Saarland |
| 227. | 18 febbraio 1951  | Spagna         | 3 - 6     | Amichevole                         | Madrid                  |                               |
| 228. | 15 aprile 1951    | Germania       | 2 - 3     | Amichevole                         | Zurigo                  |                               |
| 229. | 16 maggio 1951    | Galles         | 2 - 3     | Amichevole                         | Wrexham                 |                               |
| 230. | 24 giugno 1951    | Jugoslavia     | 3 - 7     | Amichevole                         | Belgrado                |                               |
| 231. | 15 settembre 1951 | Saar           | 2 - 5     | Amichevole                         | Wankdorf, Berna         |                               |
| 232. | 14 ottobre 1951   | Francia        | 1 - 2     | Amichevole                         | Charmilles, Ginevra     |                               |
| 233. | 25 novembre 1951  | Italia         | 1 - 1     | Coppa Internazionale               | Cornaredo, Lugano       | 1ª partita a Lugano           |
| 234. | 28 maggio 1952    | Inghilterra    | 0 - 3     | Amichevole                         | Hardturm, Zurigo        |                               |
| 235. | 1 giugno 1952     | Turchia        | 5 - 1     | Amichevole                         | Ankara                  | 1ª partita contro la Turchia  |
| 236. | 22 giugno 1952    | Austria        | 1 - 1     | Amichevole                         | Charmilles, Ginevra     |                               |
| 237. | 20 settembre 1952 | Ungheria       | 2 - 4     | Coppa Internazionale               | Wankdorf, Berna         |                               |
| 238. | 9 novembre 1952   | Germania       | 1 - 5     | Amichevole                         | Augusta                 |                               |
| 239. | 28 dicembre 1952  | Italia         | 0 - 2     | Coppa Internazionale               | Palermo                 |                               |
| 240. | 22 marzo 1953     | Paesi Bassi    | 2 - 1     | Amichevole                         | Amsterdam               |                               |
| 241. | 25 maggio 1953    | Turchia        | 1 - 2     | Amichevole                         | Wankdorf, Berna         |                               |
| 242. | 27 giugno 1953    | Danimarca      | 1 - 4     | Amichevole                         | St. Jakob-Park, Basilea |                               |
| 243. | 20 settembre 1953 | Cecoslovacchia | 0 - 5     | Coppa Internazionale               | Praga                   |                               |
| 244. | 11 novembre 1953  | Francia        | 4 - 2     | Amichevole                         | Colombes                |                               |
| 245. | 22 novembre 1953  | Belgio         | 2 - 2     | Amichevole                         | Hardturm, Zurigo        |                               |
| 246. | 25 aprile 1954    | Germania       | 3 - 5     | Amichevole                         | St. Jakob-Park, Basilea |                               |
| 247. | 23 maggio 1954    | Uruguay        | 3 - 3     | Amichevole                         | Pontaise, Losanna       |                               |
| 248. | 30 maggio 1954    | Paesi Bassi    | 3 - 1     | Amichevole                         | Hardturm, Zurigo        |                               |
| 249. | 17 giugno 1954    | Italia         | 2 - 1     | Campionato mondiale                | Pontaise, Losanna       |                               |
| 250. | 20 giugno 1954    | Inghilterra    | 0 - 2     | Campionato mondiale                | Wankdorf, Berna         |                               |
| 251. | 23 giugno 1954    | Italia         | 4 - 1     | Campionato mondiale                | St. Jakob-Park, Basilea |                               |
| 252. | 26 giugno 1954    | Austria        | 5 - 7     | Campionato mondiale                | Losanna                 | La battaglia di Losanna       |
| 253. | 19 settembre 1954 | Danimarca      | 1 - 1     | Amichevole                         | Copenaghen              |                               |
| 254. | 10 ottobre 1954   | Ungheria       | 0 - 3     | Amichevole                         | Budapest                |                               |
| 255. | 1 maggio 1955     | Austria        | 2 - 3     | Coppa Internazionale               | Wankdorf, Berna         |                               |
| 256. | 19 maggio 1955    | Paesi Bassi    | 1 - 4     | Amichevole                         | Rotterdam               |                               |
| 257. | 19 giugno 1955    | Spagna         | 0 - 3     | Amichevole                         | Charmilles, Ginevra     |                               |
| 258. | 26 giugno 1955    | Jugoslavia     | 0 - 0     | Coppa Internazionale               | Belgrado (YUG)          |                               |
| 259. | 17 settembre 1955 | Ungheria       | 4 - 5     | Coppa Internazionale               | Pontaise, Losanna       |                               |
| 260. | 9 ottobre 1955    | Francia        | 1 - 2     | Amichevole                         | St. Jakob-Park, Basilea |                               |
| 261. | 11 marzo 1956     | Belgio         | 3 - 1     | Amichevole                         | Bruxelles               |                               |
| 262. | 11 aprile 1956    | Brasile        | 1 - 1     | Amichevole                         | Hardturm, Zurigo        |                               |
| 263. | 1 maggio 1956     | Saar           | 1 - 1     | Amichevole                         | Saarbrücken             |                               |
| 264. | 10 maggio 1956    | Cecoslovacchia | 1 - 6     | Coppa Internazionale               | Charmilles, Ginevra     |                               |
| 265. | 15 settembre 1956 | Paesi Bassi    | 2 - 3     | Amichevole                         | Pontaise, Losanna       |                               |
| 266. | 11 novembre 1956  | Italia         | 1 - 1     | Coppa Internazionale               | Wankdorf, Berna         |                               |
| 267. | 21 novembre 1956  | Germania       | 3 - 1     | Amichevole                         | Francoforte sul Meno    |                               |
| 268. | 10 marzo 1957     | Spagna         | 2 - 2     | Qualificazione Campionato mondiale | Madrid                  |                               |
| 269. | 14 aprile 1957    | Austria        | 0 - 4     | Coppa Internazionale               | Vienna                  |                               |
| 270. | 19 maggio 1957    | Scozia         | 1 - 2     | Qualificazione Campionato mondiale | St. Jakob-Park, Basilea |                               |
| 271. | 6 novembre 1957   | Scozia         | 2 - 3     | Qualificazione Campionato mondiale | Glasgow                 |                               |
| 272. | 24 novembre 1957  | Spagna         | 1 - 4     | Qualificazione Campionato mondiale | Pontaise, Losanna       |                               |
| 273. | 16 aprile 1958    | Francia        | 0 - 0     | Amichevole                         | Parigi                  |                               |
| 274. | 7 maggio 1958     | Svezia         | 2 - 3     | Amichevole                         | Helsingborg             |                               |
| 275. | 26 maggio 1958    | Belgio         | 0 - 2     | Amichevole                         | Hardturm, Zurigo        |                               |
| 276. | 20 settembre 1958 | Cecoslovacchia | 1 - 2     | Coppa Internazionale               | Bratislava              |                               |
| 277. | 2 novembre 1958   | Paesi Bassi    | 0 - 2     | Amichevole                         | Rotterdam               |                               |
| 278. | 26 aprile 1959    | Jugoslavia     | 1 - 5     | Coppa Internazionale               | St. Jakob-Park, Basilea |                               |
| 279. | 16 maggio 1959    | Portogallo     | 4 - 3     | Amichevole                         | Charmilles, Ginevra     |                               |
| 280. | 4 ottobre 1959    | Germania       | 0 - 4     | Amichevole                         | Wankdorf, Berna         |                               |
| 281. | 25 ottobre 1959   | Ungheria       | 0 - 8     | Coppa Internazionale               | Budapest                |                               |

## 1960 - 1969
|      | Data              | Avversario       | Risultato | Tipo                               | Stadio, città           | Note                                 |
| ---- | ----------------- | ---------------- | --------- | ---------------------------------- | ----------------------- | ------------------------------------ |
| 282. | 6 gennaio 1960    | Italia           | 0 - 3     | Coppa Internazionale               | Napoli                  |                                      |
| 283. | 27 marzo 1960     | Belgio           | 1 - 3     | Amichevole                         | Bruxelles               |                                      |
| 284. | 6 aprile 1960     | Cile             | 4 - 2     | Amichevole                         | Wankdorf, Berna         | 1ª partita contro il Cile            |
| 285. | 18 maggio 1960    | Paesi Bassi      | 3 - 1     | Amichevole                         | Hardturm, Zurigo        |                                      |
| 286. | 12 ottobre 1960   | Francia          | 6 - 2     | Amichevole                         | St. Jakob-Park, Basilea |                                      |
| 287. | 20 novembre 1960  | Belgio           | 4 - 2     | Qualificazione Campionato mondiale | Bruxelles               |                                      |
| 288. | 20 maggio 1961    | Belgio           | 2 - 1     | Qualificazione Campionato mondiale | Pontaise, Losanna       |                                      |
| 289. | 28 maggio 1961    | Svezia           | 0 - 4     | Qualificazione Campionato mondiale | Stoccolma               |                                      |
| 290. | 29 ottobre 1961   | Svezia           | 3 - 2     | Qualificazione Campionato mondiale | Berna                   |                                      |
| 291. | 12 novembre 1961  | Svezia           | 2 - 1     | Qualificazione Campionato mondiale | Berlino                 |                                      |
| 292. | 9 maggio 1962     | Inghilterra      | 1 - 3     | Amichevole                         | Londra                  |                                      |
| 293. | 30 maggio 1962    | Cile             | 1 - 3     | Campionato mondiale                | Santiago del Cile       |                                      |
| 294. | 3 giugno 1962     | Germania         | 1 - 2     | Campionato mondiale                | Santiago del Cile       |                                      |
| 295. | 7 giugno 1962     | Italia           | 0 - 3     | Campionato mondiale                | Santiago del Cile       |                                      |
| 296. | 11 novembre 1962  | Paesi Bassi      | 1 - 3     | Qualificazioni europei             | Amsterdam               |                                      |
| 297. | 23 dicembre 1962  | Germania         | 1 - 5     | Amichevole                         | Karlsruhe               |                                      |
| 298. | 13 gennaio 1963   | Marocco          | 0 - 1     | Amichevole                         | Casablanca              | 1ª partita contro il Marocco         |
| 299. | 31 marzo 1963     | Paesi Bassi      | 1 - 1     | Qualificazioni europei             | Wankdorf, Berna         |                                      |
| 300. | 5 giugno 1963     | Inghilterra      | 1 - 8     | Amichevole                         | St. Jakob-Park, Basilea |                                      |
| 301. | 3 novembre 1963   | Norvegia         | 0 - 2     | Amichevole                         | Wankdorf, Berna         |                                      |
| 302. | 11 novembre 1963  | Francia          | 2 - 2     | Amichevole                         | Parigi                  |                                      |
| 303. | 15 aprile 1964    | Belgio           | 2 - 0     | Amichevole                         | Charmilles, Ginevra     |                                      |
| 304. | 29 aprile 1964    | Portogallo       | 2 - 3     | Amichevole                         | Hardturm, Zurigo        |                                      |
| 305. | 10 maggio 1964    | Italia           | 1 - 3     | Amichevole                         | Pontaise, Losanna       |                                      |
| 306. | 1 luglio 1964     | Norvegia         | 2 - 3     | Amichevole                         | Bergen                  |                                      |
| 307. | 4 ottobre 1964    | Ungheria         | 0 - 2     | Amichevole                         | Wankdorf, Berna         |                                      |
| 308. | 14 ottobre 1964   | Irlanda del Nord | 0 - 1     | Qualificazione Campionato mondiale | Belfast                 | 1ª partita contro l'Irlanda del Nord |
| 309. | 14 novembre 1964  | Irlanda del Nord | 2 - 1     | Qualificazione Campionato mondiale | Pontaise, Losanna       |                                      |
| 310. | 11 aprile 1965    | Albania          | 2 - 0     | Qualificazione Campionato mondiale | Tirana                  | 1ª partita contro l'Albania          |
| 311. | 2 maggio 1965     | Albania          | 1 - 0     | Qualificazione Campionato mondiale | Charmilles, Ginevra     |                                      |
| 312. | 26 maggio 1965    | Germania         | 0 - 1     | Amichevole                         | St. Jakob-Park, Basilea |                                      |
| 313. | 17 ottobre 1965   | Paesi Bassi      | 0 - 0     | Qualificazione Campionato mondiale | Amsterdam               |                                      |
| 314. | 14 novembre 1965  | Paesi Bassi      | 2 - 1     | Qualificazione Campionato mondiale | Wankdorf, Berna         |                                      |
| 315. | 5 giugno 1966     | Ungheria         | 1 - 3     | Amichevole                         | Budapest                |                                      |
| 316. | 19 giugno 1966    | Messico          | 1 - 1     | Amichevole                         | Pontaise, Losanna       |                                      |
| 317. | 12 luglio 1966    | Germania         | 0 - 5     | Campionato mondiale                | Sheffield               |                                      |
| 318. | 15 luglio 1966    | Spagna           | 1 - 2     | Campionato mondiale                | Sheffield               |                                      |
| 319. | 19 luglio 1966    | Argentina        | 0 - 2     | Campionato mondiale                | Sheffield               | 1ª partita contro l'Argentina        |
| 320. | 22 ottobre 1966   | Belgio           | 0 - 1     | Amichevole                         | Bruges                  |                                      |
| 321. | 2 novembre 1966   | Romania          | 2 - 4     | Qualificazioni europei             | Bucarest                |                                      |
| 322. | 5 gennaio 1967    | Messico          | 0 - 3     | Amichevole                         | Città del Messico       |                                      |
| 323. | 3 maggio 1967     | Cecoslovacchia   | 1 - 2     | Amichevole                         | St. Jakob-Park, Basilea |                                      |
| 324. | 24 maggio 1967    | Romania          | 7 - 1     | Qualificazioni europei             | Hardturm, Zurigo        |                                      |
| 325. | 8 novembre 1967   | Cipro            | 5 - 0     | Qualificazioni europei             | Cornaredo, Lugano       | 1ª partita contro Cipro              |
| 326. | 18 novembre 1967  | Italia           | 2 - 2     | Qualificazioni europei             | Wankdorf, Berna         |                                      |
| 327. | 23 dicembre 1967  | Italia           | 0 - 4     | Qualificazioni europei             | Cagliari                |                                      |
| 328. | 14 febbraio 1968  | Israele          | 1 - 2     | Amichevole                         | Tel Aviv                | 1ª partita contro Israele            |
| 329. | 17 febbraio 1968  | Cipro            | 1 - 2     | Qualificazioni europei             | Nicosia                 |                                      |
| 330. | 17 aprile 1968    | Germania         | 0 - 0     | Amichevole                         | St. Jakob-Park, Basilea |                                      |
| 331. | 22 settembre 1968 | Austria          | 1 - 0     | Amichevole                         | Wankdorf, Berna         |                                      |
| 332. | 12 ottobre 1968   | Grecia           | 1 - 0     | Qualificazione Campionato mondiale | St. Jakob-Park, Basilea | 1ª partita contro la Grecia          |
| 333. | 23 novembre 1968  | Romania          | 0 - 2     | Qualificazione Campionato mondiale | Bucarest                |                                      |
| 334. | 26 marzo 1969     | Spagna           | 0 - 1     | Amichevole                         | Valencia                |                                      |
| 335. | 16 aprile 1969    | Portogallo       | 2 - 0     | Qualificazione Campionato mondiale | Lisbona                 |                                      |
| 336. | 14 maggio 1969    | Romania          | 0 - 1     | Qualificazione Campionato mondiale | Pontaise, Losanna       |                                      |
| 337. | 24 settembre 1969 | Turchia          | 0 - 3     | Amichevole                         | Istanbul                |                                      |
| 338. | 15 ottobre 1969   | Grecia           | 1 - 4     | Qualificazione Campionato mondiale | Salonicco               |                                      |
| 339. | 2 novembre 1969   | Portogallo       | 1 - 1     | Qualificazione Campionato mondiale | Wankdorf, Berna         |                                      |

## 1970 - 1979
|      | Data              | Avversario       | Risultato | Tipo                               | Stadio, città           | Note                                 |
| ---- | ----------------- | ---------------- | --------- | ---------------------------------- | ----------------------- | ------------------------------------ |
| 340. | 22 aprile 1970    | Spagna           | 0 - 1     | Amichevole                         | Pontaise, Losanna       |                                      |
| 341. | 3 maggio 1970     | Francia          | 2 - 1     | Amichevole                         | St. Jakob-Park, Basilea |                                      |
| 342. | 17 ottobre 1970   | Italia           | 1 - 1     | Amichevole                         | Wankdorf, Berna         |                                      |
| 343. | 15 novembre 1970  | Ungheria         | 0 - 1     | Amichevole                         | St. Jakob-Park, Basilea |                                      |
| 344. | 16 dicembre 1970  | Grecia           | 1 - 0     | Qualificazioni europei             | Atene                   |                                      |
| 345. | 20 dicembre 1970  | Malta            | 2 - 1     | Qualificazioni europei             | Gżira                   | 1ª partita contro Malta              |
| 346. | 21 aprile 1971    | Malta            | 5 - 0     | Qualificazioni europei             | Allmend, Lucerna        | 1ª partita a Lucerna                 |
| 347. | 5 maggio 1971     | Polonia          | 2 - 4     | Amichevole                         | Pontaise, Losanna       |                                      |
| 348. | 12 maggio 1971    | Grecia           | 1 - 0     | Qualificazioni europei             | Wankdorf, Berna         |                                      |
| 349. | 26 settembre 1971 | Turchia          | 4 - 0     | Amichevole                         | Hardturm, Zurigo        |                                      |
| 350. | 13 ottobre 1971   | Inghilterra      | 2 - 3     | Qualificazioni europei             | St. Jakob-Park, Basilea |                                      |
| 351. | 10 novembre 1971  | Inghilterra      | 1 - 1     | Qualificazioni europei             | Londra                  |                                      |
| 352. | 26 aprile 1972    | Svezia           | 1 - 1     | Amichevole                         | Charmilles, Ginevra     |                                      |
| 353. | 10 maggio 1972    | Polonia          | 0 - 0     | Amichevole                         | Poznań                  |                                      |
| 354. | 4 ottobre 1972    | Danimarca        | 1 - 1     | Amichevole                         | Copenaghen              |                                      |
| 355. | 21 ottobre 1972   | Italia           | 0 - 0     | Qualificazione Campionato mondiale | Wankdorf, Berna         |                                      |
| 356. | 15 novembre 1972  | Germania         | 1 - 5     | Amichevole                         | Düsseldorf              |                                      |
| 357. | 8 aprile 1973     | Lussemburgo      | 1 - 0     | Qualificazione Campionato mondiale | Lussemburgo             |                                      |
| 358. | 9 maggio 1973     | Turchia          | 0 - 0     | Qualificazione Campionato mondiale | St. Jakob-Park, Basilea |                                      |
| 359. | 22 giugno 1973    | Scozia           | 1 - 0     | Amichevole                         | Wankdorf, Berna         |                                      |
| 360. | 26 settembre 1973 | Lussemburgo      | 1 - 0     | Qualificazione Campionato mondiale | Allmend, Lucerna        |                                      |
| 361. | 20 ottobre 1973   | Italia           | 0 - 2     | Qualificazione Campionato mondiale | Roma                    |                                      |
| 362. | 18 novembre 1973  | Turchia          | 0 - 2     | Qualificazione Campionato mondiale | Smirne                  |                                      |
| 363. | 1 maggio 1974     | Belgio           | 0 - 1     | Amichevole                         | Charmilles, Ginevra     |                                      |
| 364. | 9 giugno 1974     | Svezia           | 0 - 0     | Amichevole                         | Malmö                   |                                      |
| 365. | 4 settembre 1974  | Germania         | 1 - 2     | Amichevole                         | St. Jakob-Park, Basilea |                                      |
| 366. | 9 ottobre 1974    | Paesi Bassi      | 0 - 1     | Amichevole                         | Rotterdam               |                                      |
| 367. | 13 novembre 1974  | Portogallo       | 3 - 0     | Amichevole                         | Wankdorf, Berna         |                                      |
| 368. | 1 dicembre 1974   | Turchia          | 1 - 2     | Qualificazioni europei             | Smirne                  |                                      |
| 369. | 4 dicembre 1974   | Ungheria         | 0 - 1     | Amichevole                         | Szolnok                 |                                      |
| 370. | 30 aprile 1975    | Turchia          | 1 - 1     | Qualificazioni europei             | Hardturm, Zurigo        |                                      |
| 371. | 10 maggio 1975    | Irlanda          | 1 - 2     | Qualificazioni europei             | Dublino                 |                                      |
| 372. | 21 maggio 1975    | Irlanda          | 1 - 0     | Qualificazioni europei             | Wankdorf, Berna         |                                      |
| 373. | 3 settembre 1975  | Inghilterra      | 1 - 2     | Amichevole                         | St. Jakob-Park, Basilea |                                      |
| 374. | 24 settembre 1975 | Cecoslovacchia   | 1 - 1     | Amichevole                         | Brno                    |                                      |
| 375. | 12 ottobre 1975   | Unione Sovietica | 0 - 1     | Qualificazioni europei             | Hardturm, Zurigo        | 1ª partita contro l'Unione Sovietica |
| 376. | 12 novembre 1975  | Unione Sovietica | 1 - 4     | Qualificazioni europei             | Kiev                    |                                      |
| 377. | 7 aprile 1976     | Scozia           | 0 - 1     | Amichevole                         | Glasgow                 |                                      |
| 378. | 30 aprile 1976    | Ungheria         | 0 - 1     | Amichevole                         | Pontaise, Losanna       |                                      |
| 379. | 11 maggio 1976    | Polonia          | 2 - 1     | Amichevole                         | St. Jakob-Park, Basilea |                                      |
| 380. | 19 maggio 1976    | Finlandia        | 0 - 1     | Amichevole                         | Kuopio                  | 1ª partita contro la Finlandia       |
| 381. | 17 agosto 1976    | Bulgaria         | 2 - 2     | Amichevole                         | Allmend, Lucerna        | 1ª partita contro la Bulgaria        |
| 382. | 8 settembre 1976  | Norvegia         | 0 - 1     | Qualificazione Campionato mondiale | Oslo                    |                                      |
| 383. | 22 settembre 1976 | Austria          | 1 - 3     | Amichevole                         | Linz                    |                                      |
| 384. | 9 ottobre 1976    | Svezia           | 1 - 2     | Qualificazione Campionato mondiale | St. Jakob-Park, Basilea |                                      |
| 385. | 30 marzo 1977     | Portogallo       | 0 - 1     | Amichevole                         | Funchal                 |                                      |
| 386. | 23 aprile 1977    | Francia          | 0 - 4     | Amichevole                         | Charmilles, Ginevra     |                                      |
| 387. | 24 maggio 1977    | Cecoslovacchia   | 1 - 0     | Amichevole                         | St. Jakob-Park, Basilea |                                      |
| 388. | 8 giugno 1977     | Svezia           | 1 - 2     | Qualificazione Campionato mondiale | Solna                   |                                      |
| 389. | 7 settembre 1977  | Inghilterra      | 0 - 0     | Amichevole                         | Londra                  |                                      |
| 390. | 21 settembre 1977 | Spagna           | 1 - 2     | Amichevole                         | Wankdorf, Berna         |                                      |
| 391. | 5 ottobre 1977    | Finlandia        | 2 - 0     | Amichevole                         | Hardturm, Zurigo        |                                      |
| 392. | 30 ottobre 1977   | Norvegia         | 1 - 0     | Qualificazione Campionato mondiale | Wankdorf, Berna         |                                      |
| 393. | 16 novembre 1977  | Germania         | 1 - 4     | Amichevole                         | Stoccarda               |                                      |
| 394. | 8 marzo 1978      | Germania Est     | 1 - 3     | Amichevole                         | Karl-Marx-Stadt         | 1ª partita contro la DDR             |
| 395. | 4 aprile 1978     | Austria          | 0 - 1     | Amichevole                         | St. Jakob-Park, Basilea |                                      |
| 395. | 6 settembre 1978  | Stati Uniti      | 2 - 0     | Amichevole                         | Allmend, Lucerna        | 1ª partita contro gli Stati Uniti    |
| 396. | 11 ottobre 1978   | Paesi Bassi      | 1 - 3     | Qualificazioni europei             | Wankdorf, Berna         |                                      |
| 397. | 15 novembre 1978  | Polonia          | 0 - 2     | Qualificazioni europei             | Breslavia               |                                      |
| 398. | 28 marzo 1979     | Paesi Bassi      | 0 - 3     | Qualificazioni europei             | Eindhoven               |                                      |
| 399. | 5 maggio 1979     | Germania Est     | 0 - 2     | Qualificazioni europei             | Espenmoos, San Gallo    |                                      |
| 400. | 22 maggio 1979    | Islanda          | 2 - 0     | Qualificazioni europei             | Wankdorf, Berna         | 1ª partita contro l'Islanda          |
| 401. | 9 giugno 1979     | Islanda          | 2 - 1     | Qualificazioni europei             | Reykjavík               |                                      |
| 402. | 12 settembre 1979 | Polonia          | 0 - 2     | Qualificazioni europei             | Pontaise, Losanna       |                                      |
| 403. | 13 ottobre 1979   | Germania Est     | 2 - 5     | Qualificazioni europei             | Berlino Est             |                                      |
| 404. | 17 novembre 1979  | Italia           | 0 - 2     | Amichevole                         | Udine                   |                                      |

## 1980 - 1989
|      | Data              | Avversario       | Risultato | Tipo                               | Stadio, città               | Note                                |
| ---- | ----------------- | ---------------- | --------- | ---------------------------------- | --------------------------- | ----------------------------------- |
| 405. | 26 marzo 1980     | Cecoslovacchia   | 2 - 0     | Amichevole                         | St. Jakob-Park, Basilea     |                                     |
| 406. | 1 aprile 1980     | Grecia           | 2 - 0     | Amichevole                         | Hardturm, Zurigo            |                                     |
| 407. | 30 aprile 1980    | Irlanda          | 0 - 2     | Amichevole                         | Dublino                     |                                     |
| 408. | 27 agosto 1980    | Danimarca        | 1 - 1     | Amichevole                         | Pontaise, Losanna           |                                     |
| 409. | 10 settembre 1980 | Germania         | 2 - 3     | Amichevole                         | St. Jakob-Park, Basilea     |                                     |
| 410. | 29 ottobre 1980   | Norvegia         | 1 - 2     | Qualificazione Campionato mondiale | Wankdorf, Berna             |                                     |
| 411. | 19 novembre 1980  | Inghilterra      | 1 - 2     | Qualificazione Campionato mondiale | Londra                      |                                     |
| 412. | 16 dicembre 1980  | Argentina        | 0 - 5     | Amichevole                         | Córdoba                     |                                     |
| 413. | 18 dicembre 1980  | Uruguay          | 0 - 4     | Amichevole                         | Montevideo                  |                                     |
| 414. | 21 dicembre 1980  | Brasile          | 0 - 2     | Amichevole                         | Cuiabá                      |                                     |
| 415. | 24 marzo 1981     | Cecoslovacchia   | 1 - 0     | Amichevole                         | Bratislava                  |                                     |
| 416. | 28 aprile 1981    | Ungheria         | 2 - 2     | Qualificazione Campionato mondiale | Allmend, Lucerna            |                                     |
| 417. | 30 maggio 1981    | Inghilterra      | 2 - 1     | Qualificazione Campionato mondiale | St. Jakob-Park, Basilea     |                                     |
| 418. | 17 giugno 1981    | Norvegia         | 1 - 1     | Qualificazione Campionato mondiale | Oslo                        |                                     |
| 419. | 1 settembre 1981  | Paesi Bassi      | 2 - 1     | Amichevole                         | Hardturm, Zurigo            |                                     |
| 420. | 10 ottobre 1981   | Romania          | 2 - 1     | Qualificazione Campionato mondiale | Bucarest                    |                                     |
| 421. | 14 ottobre 1981   | Ungheria         | 0 - 3     | Qualificazione Campionato mondiale | Budapest                    |                                     |
| 422. | 11 novembre 1981  | Romania          | 0 - 0     | Qualificazione Campionato mondiale | Wankdorf, Berna             |                                     |
| 423. | 9 marzo 1982      | Liechtenstein    | 1 - 0     | Amichevole                         | Balzers                     | 1ª partita contro il Liechtenstein  |
| 424. | 24 marzo 1982     | Portogallo       | 2 - 1     | Amichevole                         | Cornaredo, Lugano           |                                     |
| 425. | 28 aprile 1982    | Spagna           | 0 - 2     | Amichevole                         | Valencia                    |                                     |
| 426. | 19 maggio 1982    | Brasile          | 1 - 1     | Amichevole                         | Recife                      |                                     |
| 427. | 26 maggio 1982    | Italia           | 1 - 1     | Amichevole                         | Charmilles, Ginevra         |                                     |
| 428. | 7 settembre 1982  | Bulgaria         | 3 - 2     | Amichevole                         | Espenmoos, San Gallo        |                                     |
| 429. | 6 ottobre 1982    | Belgio           | 0 - 3     | Qualificazioni europei             | Bruxelles                   |                                     |
| 430. | 27 ottobre 1982   | Italia           | 1 - 0     | Amichevole                         | Roma                        |                                     |
| 431. | 17 novembre 1982  | Scozia           | 2 - 0     | Qualificazioni europei             | Wankdorf, Berna             |                                     |
| 432. | 1 dicembre 1982   | Grecia           | 3 - 1     | Amichevole                         | Atene                       |                                     |
| 433. | 7 marzo 1983      | Bulgaria         | 1 - 1     | Amichevole                         | Varna                       |                                     |
| 434. | 30 marzo 1983     | Scozia           | 2 - 2     | Qualificazioni europei             | Glasgow                     |                                     |
| 435. | 14 maggio 1983    | Germania Est     | 0 - 0     | Qualificazioni europei             | Wankdorf, Berna             |                                     |
| 436. | 17 giugno 1983    | Brasile          | 1 - 2     | Amichevole                         | St. Jakob-Park, Basilea     |                                     |
| 437. | 7 settembre 1983  | Cecoslovacchia   | 0 - 0     | Amichevole                         | Maladière, Neuchâtel        | 1ª partita a Neuchâtel              |
| 438. | 12 ottobre 1983   | Germania Est     | 0 - 3     | Qualificazioni europei             | Berlino Est                 |                                     |
| 439. | 26 ottobre 1983   | Jugoslavia       | 2 - 0     | Amichevole                         | St. Jakob-Park, Basilea     |                                     |
| 440. | 9 novembre 1983   | Belgio           | 3 - 1     | Qualificazioni europei             | Wankdorf, Berna             |                                     |
| 441. | 30 novembre 1983  | Algeria          | 2 - 1     | Amichevole                         | Algeri                      | 1ª partita contro l'Algeria         |
| 442. | 2 dicembre 1983   | Costa d'Avorio   | 0 - 1     | Amichevole                         | Abidjan                     | 1ª partita contro la Costa d'Avorio |
| 443. | 4 dicembre 1983   | Zimbabwe         | 2 - 3     | Amichevole                         | Harare                      | 1ª partita contro lo Zimbabwe       |
| 444. | 6 dicembre 1983   | Kenya            | 0 - 0     | Amichevole                         | Mombasa                     | 1ª partita contro il Kenya          |
| 445. | 27 marzo 1984     | Polonia          | 1 - 1     | Amichevole                         | Hardturm, Zurigo            |                                     |
| 446. | 2 maggio 1984     | Svezia           | 0 - 0     | Amichevole                         | Wankdorf, Berna             |                                     |
| 447. | 26 maggio 1984    | Spagna           | 0 - 4     | Amichevole                         | Charmilles, Ginevra         |                                     |
| 448. | 22 agosto 1984    | Ungheria         | 0 - 3     | Amichevole                         | Budapest                    |                                     |
| 449. | 1 settembre 1984  | Argentina        | 0 - 2     | Amichevole                         | Wankdorf, Berna             |                                     |
| 450. | 12 settembre 1984 | Norvegia         | 1 - 0     | Qualificazione Campionato mondiale | Oslo                        |                                     |
| 451. | 17 ottobre 1984   | Danimarca        | 1 - 0     | Qualificazione Campionato mondiale | Wankdorf, Berna             |                                     |
| 452. | 3 novembre 1984   | Italia           | 1 - 1     | Amichevole                         | Pontaise, Losanna           |                                     |
| 453. | 1 febbraio 1985   | Colombia         | 2 - 2     | Amichevole                         | Bogotà                      | 1ª partita contro la Colombia       |
| 454. | 5 febbraio 1985   | Bulgaria         | 0 - 1     | Amichevole                         | Santiago de Querétaro       |                                     |
| 455. | 6 febbraio 1985   | Messico          | 2 - 1     | Amichevole                         | Santiago de Querétaro       |                                     |
| 456. | 8 febbraio 1985   | Stati Uniti      | 1 - 1     | Amichevole                         | Tampa                       |                                     |
| 457. | 27 marzo 1985     | Cecoslovacchia   | 0 - 2     | Amichevole                         | Tourbillon, Sion            | 1ª partita a Sion                   |
| 458. | 17 aprile 1985    | Unione Sovietica | 2 - 2     | Qualificazione Campionato mondiale | Wankdorf, Berna             |                                     |
| 459. | 2 maggio 1985     | Unione Sovietica | 0 - 4     | Qualificazione Campionato mondiale | Mosca                       |                                     |
| 460. | 2 giugno 1985     | Irlanda          | 0 - 3     | Qualificazione Campionato mondiale | Dublino                     |                                     |
| 461. | 28 agosto 1985    | Turchia          | 0 - 0     | Amichevole                         | Espenmoos, San Gallo        |                                     |
| 462. | 11 settembre 1985 | Irlanda          | 0 - 0     | Qualificazione Campionato mondiale | Wankdorf, Berna             |                                     |
| 463. | 9 ottobre 1985    | Danimarca        | 0 - 0     | Qualificazione Campionato mondiale | Copenaghen                  |                                     |
| 464. | 13 novembre 1985  | Norvegia         | 1 - 1     | Qualificazione Campionato mondiale | Allmend, Lucerna            |                                     |
| 465. | 12 marzo 1986     | Turchia          | 0 - 1     | Amichevole                         | Adana                       |                                     |
| 466. | 9 aprile 1986     | Germania         | 0 - 1     | Amichevole                         | St. Jakob-Park, Basilea     |                                     |
| 467. | 6 maggio 1986     | Algeria          | 2 - 0     | Amichevole                         | Charmilles, Ginevra         |                                     |
| 468. | 19 agosto 1986    | Francia          | 2 - 0     | Amichevole                         | Pontaise, Losanna           |                                     |
| 469. | 27 agosto 1986    | Austria          | 1 - 1     | Amichevole                         | Innsbruck                   |                                     |
| 470. | 24 settembre 1986 | Svezia           | 0 - 2     | Qualificazioni europei             | Solna                       |                                     |
| 471. | 29 ottobre 1986   | Portogallo       | 1 - 1     | Qualificazioni europei             | Wankdorf, Berna             |                                     |
| 472. | 15 novembre 1986  | Italia           | 2 - 3     | Qualificazioni europei             | Milano                      |                                     |
| 473. | 25 marzo 1987     | Cecoslovacchia   | 1 - 2     | Amichevole                         | Stadio Comunale, Bellinzona | 1ª partita a Bellinzona             |
| 474. | 15 aprile 1987    | Malta            | 4 - 1     | Qualificazioni europei             | Maladière, Neuchâtel        |                                     |
| 475. | 19 maggio 1987    | Israele          | 1 - 0     | Amichevole                         | Brügglifeld, Aarau          | 1ª partita ad Aarau                 |
| 476. | 17 giugno 1987    | Svezia           | 1 - 1     | Qualificazioni europei             | Pontaise, Losanna           |                                     |
| 477. | 18 agosto 1987    | Austria          | 2 - 2     | Amichevole                         | Espenmoos, San Gallo        |                                     |
| 478. | 17 ottobre 1987   | Italia           | 0 - 0     | Qualificazioni europei             | Wankdorf, Berna             |                                     |
| 479. | 11 novembre 1987  | Portogallo       | 0 - 0     | Qualificazioni europei             | Porto                       |                                     |
| 480. | 15 novembre 1987  | Malta            | 1 - 1     | Qualificazioni europei             | Attard                      |                                     |
| 481. | 16 dicembre 1987  | Israele          | 2 - 0     | Amichevole                         | Tel Aviv                    |                                     |
| 482. | 2 febbraio 1988   | Francia          | 1 - 2     | Amichevole                         | Tolosa                      |                                     |
| 483. | 5 febbraio 1988   | Austria          | 2 - 1     | Amichevole                         | Monte Carlo                 |                                     |
| 484. | 27 aprile 1988    | Germania         | 0 - 1     | Amichevole                         | Kaiserslautern              |                                     |
| 485. | 28 maggio 1988    | Inghilterra      | 0 - 1     | Amichevole                         | Pontaise, Losanna           |                                     |
| 486. | 5 giugno 1988     | Spagna           | 1 - 1     | Amichevole                         | St. Jakob-Park, Basilea     |                                     |
| 487. | 24 agosto 1988    | Jugoslavia       | 0 - 2     | Amichevole                         | Allmend, Lucerna            |                                     |
| 488. | 21 settembre 1988 | Lussemburgo      | 4 - 1     | Qualificazione Campionato mondiale | Lussemburgo                 |                                     |
| 489. | 19 ottobre 1988   | Belgio           | 0 - 1     | Qualificazione Campionato mondiale | Bruxelles                   |                                     |
| 490. | 14 dicembre 1988  | Egitto           | 3 - 1     | Amichevole                         | Il Cairo                    | 1ª partita contro l'Egitto          |
| 491. | 4 aprile 1989     | Ungheria         | 0 - 3     | Amichevole                         | Budapest                    |                                     |
| 492. | 26 aprile 1989    | Portogallo       | 1 - 3     | Qualificazione Campionato mondiale | Lisbona                     |                                     |
| 493. | 7 giugno 1989     | Cecoslovacchia   | 0 - 1     | Qualificazione Campionato mondiale | Wankdorf, Berna             |                                     |
| 494. | 21 giugno 1989    | Brasile          | 1 - 0     | Amichevole                         | St. Jakob-Park, Basilea     |                                     |
| 495. | 20 settembre 1989 | Portogallo       | 1 - 2     | Qualificazione Campionato mondiale | Maladière, Neuchâtel        |                                     |
| 496. | 11 ottobre 1989   | Belgio           | 2 - 2     | Qualificazione Campionato mondiale | St. Jakob-Park, Basilea     |                                     |
| 497. | 25 ottobre 1989   | Cecoslovacchia   | 0 - 3     | Qualificazione Campionato mondiale | Praga                       |                                     |
| 498. | 15 novembre 1989  | Lussemburgo      | 2 - 1     | Qualificazione Campionato mondiale | Espenmoos, San Gallo        |                                     |
| 499. | 13 dicembre 1989  | Spagna           | 1 - 2     | Amichevole                         | Santa Cruz                  |                                     |

## 1990 - 1999
|      | Data              | Avversario          | Risultato | Tipo                               | Stadio, città           | Note                                      |
| ---- | ----------------- | ------------------- | --------- | ---------------------------------- | ----------------------- | ----------------------------------------- |
| 500. | 31 marzo 1990     | Italia              | 0 - 1     | Amichevole                         | St. Jakob-Park, Basilea |                                           |
| 501. | 3 aprile 1990     | Romania             | 2 - 1     | Amichevole                         | Allmend, Lucerna        |                                           |
| 502. | 8 maggio 1990     | Argentina           | 1 - 1     | Amichevole                         | Wankdorf, Berna         |                                           |
| 503. | 2 giugno 1990     | Stati Uniti         | 2 - 1     | Amichevole                         | Espenmoos, San Gallo    |                                           |
| 504. | 21 agosto 1990    | Austria             | 3 - 1     | Amichevole                         | Vienna                  |                                           |
| 505. | 12 settembre 1990 | Bulgaria            | 2 - 0     | Qualificazioni europei             | Charmilles, Ginevra     |                                           |
| 506. | 17 ottobre 1990   | Scozia              | 1 - 2     | Qualificazioni europei             | Glasgow                 |                                           |
| 507. | 14 novembre 1990  | San Marino          | 4 - 0     | Qualificazioni europei             | Serravalle              | 1ª partita contro San Marino              |
| 508. | 19 dicembre 1990  | Germania            | 0 - 4     | Amichevole                         | Stoccarda               |                                           |
| 509. | 1 febbraio 1991   | Stati Uniti         | 1 - 0     | Amichevole                         | Miami                   |                                           |
| 510. | 3 febbraio 1991   | Colombia            | 3 - 2     | Amichevole                         | Miami                   |                                           |
| 511. | 12 marzo 1991     | Liechtenstein       | 6 - 0     | Amichevole                         | Balzers                 |                                           |
| 512. | 3 aprile 1991     | Romania             | 0 - 0     | Qualificazioni europei             | Maladière, Neuchâtel    |                                           |
| 513. | 1 maggio 1991     | Bulgaria            | 3 - 2     | Qualificazioni europei             | Sofia                   |                                           |
| 514. | 5 giugno 1991     | San Marino          | 7 - 0     | Qualificazioni europei             | Espenmoos, San Gallo    |                                           |
| 515. | 21 agosto 1991    | Cecoslovacchia      | 1 - 1     | Amichevole                         | Praga                   |                                           |
| 516. | 11 settembre 1991 | Scozia              | 2 - 2     | Qualificazioni europei             | Wankdorf, Berna         |                                           |
| 517. | 9 ottobre 1991    | Svezia              | 3 - 1     | Amichevole                         | Allmend, Lucerna        |                                           |
| 518. | 13 novembre 1991  | Romania             | 0 - 1     | Qualificazioni europei             | Bucarest                |                                           |
| 519. | 29 gennaio 1992   | Emirati Arabi Uniti | 2 - 0     | Amichevole                         | Dubai                   | 1ª partita contro gli Emirati Arabi Uniti |
| 520. | 25 marzo 1992     | Irlanda             | 1 - 2     | Amichevole                         | Dublino                 |                                           |
| 521. | 28 aprile 1992    | Bulgaria            | 0 - 2     | Amichevole                         | Wankdorf, Berna         |                                           |
| 522. | 27 maggio 1992    | Francia             | 2 - 1     | Amichevole                         | Pontaise, Losanna       |                                           |
| 523. | 16 agosto 1992    | Estonia             | 6 - 0     | Qualificazione Campionato mondiale | Tallinn                 | 1ª partita contro l'Estonia               |
| 524. | 9 settembre 1992  | Scozia              | 3 - 1     | Qualificazione Campionato mondiale | Wankdorf, Berna         |                                           |
| 525. | 14 ottobre 1992   | Italia              | 2 - 2     | Qualificazione Campionato mondiale | Cagliari                |                                           |
| 526. | 18 novembre 1992  | Malta               | 3 - 0     | Qualificazione Campionato mondiale | Wankdorf, Berna         |                                           |
| 527. | 23 gennaio 1993   | Giappone            | 1 - 1     | Amichevole                         | Hong Kong               | 1ª partita contro il Giappone             |
| 528. | 26 gennaio 1993   | Hong Kong           | 3 - 2     | Amichevole                         | Hong Kong               | 1ª partita contro Hong Kong               |
| 529. | 17 marzo 1993     | Tunisia             | 1 - 0     | Amichevole                         | Radès                   | 1ª partita contro la Tunisia              |
| 530. | 31 marzo 1993     | Portogallo          | 1 - 1     | Qualificazione Campionato mondiale | Wankdorf, Berna         |                                           |
| 531. | 17 aprile 1993    | Malta               | 2 - 0     | Qualificazione Campionato mondiale | Attard                  |                                           |
| 532. | 1 maggio 1993     | Italia              | 1 - 0     | Qualificazione Campionato mondiale | Wankdorf, Berna         |                                           |
| 533. | 11 agosto 1993    | Svezia              | 2 - 1     | Amichevole                         | Borås                   |                                           |
| 534. | 8 settembre 1993  | Scozia              | 1 - 1     | Qualificazione Campionato mondiale | Aberdeen                |                                           |
| 535. | 13 ottobre 1993   | Portogallo          | 0 - 1     | Qualificazione Campionato mondiale | Porto                   |                                           |
| 536. | 17 novembre 1993  | Estonia             | 4 - 0     | Qualificazione Campionato mondiale | Hardturm, Zurigo        |                                           |
| 537. | 22 gennaio 1994   | Stati Uniti         | 1 - 1     | Amichevole                         | Fullerton               |                                           |
| 538. | 26 gennaio 1994   | Messico             | 5 - 1     | Amichevole                         | Miami                   |                                           |
| 539. | 9 marzo 1994      | Ungheria            | 2 - 1     | Amichevole                         | Budapest                |                                           |
| 540. | 20 aprile 1994    | Rep. Ceca           | 3 - 0     | Amichevole                         | Hardturm, Zurigo        | 1ª partita contro la Repubblica Ceca      |
| 541. | 27 maggio 1994    | Liechtenstein       | 2 - 0     | Amichevole                         | St. Jakob-Park, Basilea |                                           |
| 542. | 3 giugno 1994     | Italia              | 0 - 1     | Amichevole                         | Roma                    |                                           |
| 543. | 11 giugno 1994    | Bolivia             | 0 - 0     | Amichevole                         | Montréal                | 1ª partita contro la Bolivia              |
| 544. | 18 giugno 1994    | Stati Uniti         | 1 - 1     | Campionato mondiale                | Detroit                 |                                           |
| 545. | 22 giugno 1994    | Romania             | 4 - 1     | Campionato mondiale                | Detroit                 |                                           |
| 546. | 26 giugno 1994    | Colombia            | 0 - 2     | Campionato mondiale                | San Francisco           |                                           |
| 547. | 2 luglio 1994     | Spagna              | 0 - 3     | Campionato mondiale                | Washington              |                                           |
| 548. | 6 settembre 1994  | Emirati Arabi Uniti | 1 - 0     | Amichevole                         | Tourbillon, Sion        |                                           |
| 549. | 12 ottobre 1994   | Svezia              | 4 - 2     | Qualificazioni europei             | Wankdorf, Berna         |                                           |
| 550. | 16 novembre 1994  | Islanda             | 1 - 0     | Qualificazioni europei             | Pontaise, Losanna       |                                           |
| 551. | 14 dicembre 1994  | Turchia             | 2 - 1     | Qualificazioni europei             | Istanbul                |                                           |
| 552. | 8 marzo 1995      | Grecia              | 1 - 1     | Amichevole                         | Atene                   |                                           |
| 553. | 29 marzo 1995     | Ungheria            | 2 - 2     | Qualificazioni europei             | Budapest                |                                           |
| 554. | 26 aprile 1995    | Turchia             | 1 - 2     | Qualificazioni europei             | Wankdorf, Berna         |                                           |
| 555. | 19 giugno 1995    | Italia              | 0 - 1     | Amichevole                         | Pontaise, Losanna       |                                           |
| 556. | 23 giugno 1995    | Germania            | 1 - 2     | Amichevole                         | Wankdorf, Berna         |                                           |
| 557. | 16 agosto 1995    | Islanda             | 2 - 0     | Qualificazioni europei             | Reykjavík               |                                           |
| 558. | 6 settembre 1995  | Svezia              | 0 - 0     | Qualificazioni europei             | Göteborg                |                                           |
| 559. | 11 ottobre 1995   | Ungheria            | 3 - 0     | Qualificazioni europei             | Hardturm, Zurigo        |                                           |
| 560. | 15 novembre 1995  | Inghilterra         | 1 - 3     | Amichevole                         | Londra                  |                                           |
| 561. | 13 marzo 1996     | Lussemburgo         | 1 - 1     | Amichevole                         | Lussemburgo             |                                           |
| 562. | 27 marzo 1996     | Austria             | 0 - 1     | Amichevole                         | Vienna                  |                                           |
| 563. | 24 aprile 1996    | Galles              | 2 - 0     | Amichevole                         | Cornaredo, Lugano       |                                           |
| 564. | 1 giugno 1996     | Rep. Ceca           | 1 - 2     | Amichevole                         | St. Jakob-Park, Basilea |                                           |
| 565. | 8 giugno 1996     | Inghilterra         | 1 - 1     | Campionato europeo                 | Londra                  |                                           |
| 566. | 13 giugno 1996    | Paesi Bassi         | 0 - 2     | Campionato europeo                 | Birmingham              |                                           |
| 567. | 18 giugno 1996    | Scozia              | 0 - 1     | Campionato europeo                 | Birmingham              |                                           |
| 568. | 31 agosto 1996    | Azerbaigian         | 0 - 1     | Qualificazione Campionato mondiale | Baku                    | 1ª partita contro l'Azerbaigian           |
| 569. | 6 ottobre 1996    | Finlandia           | 3 - 2     | Qualificazione Campionato mondiale | Helsinki                |                                           |
| 570. | 10 novembre 1996  | Norvegia            | 0 - 1     | Qualificazione Campionato mondiale | Wankdorf, Berna         |                                           |
| 571. | 10 febbraio 1997  | Russia              | 1 - 2     | Amichevole                         | Hong Kong               | 1ª partita contro la Russia               |
| 572. | 2 aprile 1997     | Lettonia            | 1 - 0     | Amichevole                         | Allmend, Lucerna        | 1ª partita contro la Lettonia             |
| 573. | 30 aprile 1997    | Ungheria            | 1 - 0     | Qualificazione Campionato mondiale | Hardturm, Zurigo        |                                           |
| 574. | 2 aprile 1997     | Slovacchia          | 0 - 1     | Amichevole                         | Bratislava              | 1ª partita contro la Slovacchia           |
| 575. | 20 agosto 1997    | Ungheria            | 1 - 1     | Qualificazione Campionato mondiale | Budapest                |                                           |
| 576. | 6 settembre 1997  | Finlandia           | 1 - 2     | Qualificazione Campionato mondiale | Pontaise, Losanna       |                                           |
| 577. | 10 settembre 1997 | Norvegia            | 0 - 5     | Qualificazione Campionato mondiale | Oslo                    |                                           |
| 578. | 11 ottobre 1997   | Azerbaigian         | 5 - 0     | Qualificazione Campionato mondiale | Hardturm, Zurigo        |                                           |
| 579. | 25 marzo 1998     | Inghilterra         | 1 - 1     | Amichevole                         | Wankdorf, Berna         |                                           |
| 580. | 22 aprile 1998    | Irlanda del Nord    | 0 - 1     | Amichevole                         | Belfast                 |                                           |
| 581. | 6 giugno 1998     | Jugoslavia          | 1 - 1     | Freundschaftsspie                  | St. Jakob-Park, Basilea |                                           |
| 582. | 2 settembre 1998  | Jugoslavia          | 1 - 1     | Amichevole                         | Niš                     |                                           |
| 583. | 10 ottobre 1998   | Italia              | 0 - 2     | Qualificazioni europei             | Udine                   |                                           |
| 584. | 14 ottobre 1998   | Danimarca           | 1 - 1     | Qualificazioni europei             | Hardturm, Zurigo        |                                           |
| 585. | 18 novembre 1998  | Ungheria            | 0 - 2     | Amichevole                         | Budapest                |                                           |
| 586. | 6 febbraio 1999   | Slovenia            | 2 - 0     | Amichevole                         | Mascate                 | 1ª partita contro la Slovenia             |
| 587. | 10 febbraio 1999  | Oman                | 2 - 1     | Amichevole                         | Mascate                 | 1ª partita contro l'Oman                  |
| 588. | 10 marzo 1999     | Austria             | 2 - 4     | Amichevole                         | Espenmoos, San Gallo    |                                           |
| 589. | 27 marzo 1999     | Bielorussia         | 1 - 0     | Qualificazioni europei             | Minsk                   | 1ª partita contro la Bielorussia          |
| 590. | 31 marzo 1999     | Galles              | 2 - 0     | Qualificazioni europei             | Letzigrund, Zurigo      |                                           |
| 591. | 28 aprile 1999    | Grecia              | 1 - 1     | Amichevole                         | Atene                   |                                           |
| 592. | 9 giugno 1999     | Italia              | 0 - 0     | Qualificazioni europei             | Pontaise, Losanna       |                                           |
| 593. | 18 agosto 1999    | Rep. Ceca           | 0 - 3     | Amichevole                         | Drnovice                |                                           |
| 594. | 4 settembre 1999  | Danimarca           | 1 - 2     | Qualificazioni europei             | Copenaghen              |                                           |
| 595. | 8 settembre 1999  | Bielorussia         | 2 - 0     | Qualificazioni europei             | Pontaise, Losanna       |                                           |
| 596. | 9 ottobre 1999    | Galles              | 2 - 0     | Qualificazioni europei             | Wrexham                 |                                           |

## 2000 - 2009
|      | Data              | Avversario          | Risultato | Tipo                                 | Stadio, città                         | Note                                                         |
| ---- | ----------------- | ------------------- | --------- | ------------------------------------ | ------------------------------------- | ------------------------------------------------------------ |
| 597. | 19 febbraio 2000  | Oman                | 4 - 1     | Amichevole                           | Sultan Qaboos Sports Complex, Mascate |                                                              |
| 598. | 23 febbraio 2000  | Emirati Arabi Uniti | 0 - 1     | Amichevole                           | Sultan Qaboos Sports Complex, Mascate |                                                              |
| 599. | 29 marzo 2000     | Norvegia            | 2 - 2     | Amichevole                           | Cornaredo, Lugano                     |                                                              |
| 600. | 26 aprile 2000    | Germania            | 1 - 1     | Amichevole                           | Fritz-Walter-Stadion, Kaiserslautern  |                                                              |
| 601. | 16 agosto 2000    | Grecia              | 2 - 2     | Amichevole                           | Espenmoos, San Gallo                  |                                                              |
| 602. | 2 settembre 2000  | Russia              | 0 - 1     | Qualificazioni campionato mondiale   | Hardturm, Zurigo                      |                                                              |
| 603. | 7 ottobre 2000    | Fær Øer             | 5 - 1     | Qualificazioni campionato mondiale   | Hardturm, Zurigo                      | 1ª partita contro le Isole Fær Øer                           |
| 604. | 11 ottobre 2000   | Slovenia            | 2 - 2     | Qualificazioni campionato mondiale   | ŽŠD Stadion, Lubiana                  |                                                              |
| 605. | 15 novembre 2000  | Tunisia             | 1 - 1     | Amichevole                           | Stade El Menzah, Tunisi               |                                                              |
| 606. | 28 febbraio 2001  | Polonia             | 0 - 4     | Amichevole                           | Antonis Papadopoulos, Larnaca         |                                                              |
| 607. | 24 marzo 2001     | Jugoslavia          | 1 - 1     | Qualificazioni campionato mondiale   | Partizan-Stadion, Belgrado            |                                                              |
| 608. | 28 marzo 2001     | Lussemburgo         | 5 - 0     | Qualificazioni campionato mondiale   | Hardturm, Zurigo                      |                                                              |
| 609. | 25 aprile 2001    | Svezia              | 0 - 2     | Amichevole                           | Charmilles, Ginevra                   |                                                              |
| 610. | 2 giugno 2001     | Fær Øer             | 1 - 0     | Qualificazioni campionato mondiale   | Svangaskard, Toftir                   |                                                              |
| 611. | 6 giugno 2001     | Slovenia            | 0 - 1     | Qualificazioni campionato mondiale   | St.-Jakob-Park, Basilea               |                                                              |
| 612. | 15 agosto 2001    | Austria             | 2 - 1     | Amichevole                           | Ernst-Happel-Stadion, Vienna          |                                                              |
| 613. | 1 settembre 2001  | Jugoslavia          | 1 - 2     | Qualificazioni campionato mondiale   | St.-Jakob-Park, Basilea               |                                                              |
| 614. | 5 settembre 2001  | Lussemburgo         | 3 - 0     | Qualificazioni campionato mondiale   | Josy-Barthel, Lussemburgo             |                                                              |
| 615. | 6 ottobre 2001    | Russia              | 0 - 4     | Qualificazioni campionato mondiale   | Dynamo, Mosca                         |                                                              |
| 616. | 12 febbraio 2002  | Cipro               | 2 - 4     | Amichevole                           | Makarion, Nicosia                     |                                                              |
| 617. | 13 febbraio 2002  | Ungheria            | 2 - 1     | Amichevole                           | Tsirion, Limassol                     |                                                              |
| 618. | 27 marzo 2002     | Svezia              | 1 - 1     | Amichevole                           | Malmö-Stadion, Malmö                  |                                                              |
| 619. | 15 maggio 2002    | Canada              | 1 - 3     | Amichevole                           | Espenmoos, San Gallo                  | 1ª partita contro il Canada                                  |
| 620. | 21 agosto 2002    | Austria             | 3 - 2     | Amichevole                           | St.-Jakob-Park, Basilea               |                                                              |
| 621. | 8 settembre 2002  | Georgia             | 4 - 1     | Qualificazioni al campionato europeo | St.-Jakob-Park, Basilea               | 1ª partita contro la Georgia                                 |
| 622. | 12 ottobre 2002   | Albania             | 1 - 1     | Qualificazioni al campionato europeo | Qemal-Stafa, Tirana                   |                                                              |
| 623. | 16 ottobre 2002   | Irlanda             | 2 - 1     | Qualificazioni al campionato europeo | Lansdowne Road, Dublino               |                                                              |
| 624. | 12 febbraio 2003  | Slovenia            | 5 - 1     | Amichevole                           | Športni Park, Nova Gorica             |                                                              |
| 625. | 2 aprile 2003     | Georgia             | 0 - 0     | Qualificazioni al campionato europeo | Lokomotiv, Tbilisi                    |                                                              |
| 626. | 30 aprile 2003    | Italia              | 1 - 2     | Amichevole                           | Stade de Genève, Lancy                | 1ª partita a Lancy                                           |
| 627. | 7 giugno 2003     | Russia              | 2 - 2     | Qualificazioni al campionato europeo | St.-Jakob-Park, Basilea               |                                                              |
| 628. | 11 giugno 2003    | Albania             | 3 - 2     | Qualificazioni al campionato europeo | Stade de Genève, Lancy                |                                                              |
| 629. | 20 agosto 2003    | Francia             | 0 - 2     | Amichevole                           | Stade de Genève, Lancy                |                                                              |
| 630. | 10 settembre 2003 | Russia              | 1 - 4     | Qualificazioni al campionato europeo | Lokomotiv, Mosca                      |                                                              |
| 631. | 11 ottobre 2003   | Irlanda             | 2 - 0     | Qualificazioni al campionato europeo | St.-Jakob-Park, Basilea               |                                                              |
| 632. | 18 febbraio 2004  | Marocco             | 1 - 2     | Amichevole                           | Stade Moulay Abdellah, Rabat          |                                                              |
| 633. | 31 marzo 2004     | Grecia              | 0 - 1     | Amichevole                           | Pankritio, Candia                     |                                                              |
| 634. | 28 aprile 2004    | Slovenia            | 2 - 1     | Amichevole                           | Stade de Genève, Lancy                |                                                              |
| 635. | 2 giugno 2004     | Germania            | 0 - 2     | Amichevole                           | St.-Jakob-Park, Basilea               |                                                              |
| 636. | 6 giugno 2004     | Liechtenstein       | 1 - 0     | Amichevole                           | Hardturm, Zurigo                      |                                                              |
| 637. | 13 giugno 2004    | Croazia             | 0 - 0     | Campionato europeo                   | Estádio Dr. Magalhães Pessoa, Leiria  |                                                              |
| 638. | 17 giugno 2004    | Inghilterra         | 0 - 3     | Campionato europeo                   | Municipal, Coimbra                    |                                                              |
| 639. | 21 giugno 2004    | Francia             | 1 - 3     | Campionato europeo                   | Municipal, Coimbra                    |                                                              |
| 640. | 18 agosto 2004    | Irlanda del Nord    | 0 - 0     | Amichevole                           | Hardturm, Zurigo                      |                                                              |
| 641. | 4 settembre 2004  | Fær Øer             | 6 - 0     | Qualificazioni campionato mondiale   | St.-Jakob-Park, Basilea               |                                                              |
| 642. | 8 settembre 2004  | Irlanda             | 1 - 1     | Qualificazioni campionato mondiale   | St.-Jakob-Park, Basilea               |                                                              |
| 643. | 9 ottobre 2004    | Israele             | 2 - 2     | Qualificazioni campionato mondiale   | Ramat Gan, Tel Aviv                   |                                                              |
| 644. | 9 febbraio 2005   | Emirati Arabi Uniti | 2 - 1     | Amichevole                           | Al Ahli, Dubai                        |                                                              |
| 645. | 26 marzo 2005     | Francia             | 0 - 0     | Qualificazioni campionato mondiale   | Stade de France, Parigi               |                                                              |
| 646. | 30 marzo 2005     | Cipro               | 1 - 0     | Qualificazioni campionato mondiale   | Hardturm, Zurigo                      |                                                              |
| 647. | 4 giugno 2005     | Fær Øer             | 3 - 1     | Qualificazioni campionato mondiale   | Svangaskard, Toftir                   |                                                              |
| 648. | 17 agosto 2005    | Norvegia            | 2 - 0     | Amichevole                           | Ullevål, Oslo                         |                                                              |
| 649. | 3 settembre 2005  | Israele             | 1 - 1     | Qualificazioni campionato mondiale   | St.-Jakob-Park, Basilea               |                                                              |
| 650. | 7 settembre 2005  | Cipro               | 3 - 1     | Qualificazioni campionato mondiale   | GSP-Stadion, Nicosia                  |                                                              |
| 651. | 8 ottobre 2005    | Francia             | 1 - 1     | Qualificazioni campionato mondiale   | Stade de Suisse, Berna                |                                                              |
| 652. | 12 ottobre 2005   | Irlanda             | 0 - 0     | Qualificazioni campionato mondiale   | Lansdowne Road, Dublino               |                                                              |
| 653. | 12 novembre 2005  | Turchia             | 2 - 0     | Qualificazioni campionato mondiale   | Stade de Suisse, Berna                |                                                              |
| 654. | 16 novembre 2005  | Turchia             | 2 - 4     | Qualificazioni campionato mondiale   | Sükrü Saraçoglu, Istanbul             |                                                              |
| 655. | 1 marzo 2006      | Scozia              | 3 - 1     | Amichevole                           | Hampden-Park, Glasgow                 |                                                              |
| 656. | 27 maggio 2006    | Costa d'Avorio      | 1 - 1     | Amichevole                           | St.-Jakob-Park, Basilea               |                                                              |
| 657. | 31 maggio 2006    | Italia              | 1 - 1     | Amichevole                           | Stade de Genève, Lancy                |                                                              |
| 658. | 3 giugno 2006     | Cina                | 4 - 1     | Amichevole                           | Hardturm, Zurigo                      | 1ª partita contro la Cina                                    |
| 659. | 13 giugno 2006    | Francia             | 0 - 0     | Campionato mondiale                  | Gottlieb-Daimler-Stadion, Stoccarda   |                                                              |
| 660. | 19 giugno 2006    | Togo                | 2 - 0     | Campionato mondiale                  | Signal Iduna Park, Dortmund           | 1ª partita contro il Togo                                    |
| 661. | 23 giugno 2006    | Corea del Sud       | 2 - 0     | Campionato mondiale                  | AWD-Arena, Hannover                   | 1ª partita contro la Corea del Sud                           |
| 662. | 26 giugno 2006    | Ucraina             | 0 - 0     | Campionato mondiale                  | RheinEnergieStadion, Colonia          | 1ª partita contro l'Ucraina                                  |
| 663. | 16 agosto 2006    | Liechtenstein       | 3 - 0     | Amichevole                           | Rheinpark, Vaduz                      |                                                              |
| 664. | 2 settembre 2006  | Venezuela           | 1 - 0     | Amichevole                           | St.-Jakob-Park, Basilea               | 1ª partita contro il Venezuela                               |
| 665. | 6 settembre 2006  | Costa Rica          | 2 - 0     | Amichevole                           | Stade de Genève, Lancy                | 1ª partita contro la Costa Rica                              |
| 666. | 11 ottobre 2006   | Austria             | 1 - 2     | Amichevole                           | Tivoli, Innsbruck                     |                                                              |
| 667. | 15 novembre 2006  | Brasile             | 1 - 2     | Amichevole                           | St.-Jakob-Park, Basilea               |                                                              |
| 668. | 7 febbraio 2007   | Germania            | 1 - 3     | Amichevole                           | LTU-Arena, Düsseldorf                 |                                                              |
| 669. | 22 marzo 2007     | Giamaica            | 2 - 0     | Amichevole                           | Lockhart Stadium, Fort Lauderdale     | 1ª partita contro la Giamaica                                |
| 670. | 25 marzo 2007     | Colombia            | 1 - 3     | Amichevole                           | Orange Bowl, Miami                    |                                                              |
| 671. | 2 giugno 2007     | Argentina           | 1 - 1     | Amichevole                           | St.-Jakob-Park, Basilea               |                                                              |
| 672. | 22 agosto 2007    | Paesi Bassi         | 2 - 1     | Amichevole                           | Stade de Genève, Lancy                |                                                              |
| 673. | 7 settembre 2007  | Cile                | 2 - 1     | Amichevole                           | Ernst-Happel-Stadion, Vienna          |                                                              |
| 674. | 11 settembre 2007 | Giappone            | 3 - 4     | Amichevole                           | Wörthersee-Stadion, Klagenfurt        |                                                              |
| 675. | 13 ottobre 2007   | Austria             | 3 - 1     | Amichevole                           | Letzigrund, Zurigo                    |                                                              |
| 676. | 17 ottobre 2007   | Stati Uniti         | 0 - 1     | Amichevole                           | St.-Jakob-Park, Basilea               |                                                              |
| 677. | 20 novembre 2007  | Nigeria             | 0 - 1     | Amichevole                           | Letzigrund, Zurigo                    | 1ª partita contro la Nigeria                                 |
| 678. | 6 febbraio 2008   | Inghilterra         | 1 - 2     | Amichevole                           | Wembley, Londra                       |                                                              |
| 679. | 26 marzo 2008     | Germania            | 0 - 4     | Amichevole                           | St.-Jakob-Park, Basilea               |                                                              |
| 680. | 24 maggio 2008    | Slovacchia          | 2 - 0     | Amichevole                           | Cornaredo, Lugano                     |                                                              |
| 681. | 30 maggio 2008    | Liechtenstein       | 3 - 0     | Amichevole                           | AFG Arena, San Gallo                  |                                                              |
| 682. | 7 giugno 2008     | Rep. Ceca           | 0 - 1     | Campionato europeo                   | St.-Jakob-Park, Basilea               |                                                              |
| 683. | 11 giugno 2008    | Turchia             | 1 - 2     | Campionato europeo                   | St.-Jakob-Park, Basilea               |                                                              |
| 684. | 15 giugno 2008    | Portogallo          | 2 - 0     | Campionato europeo                   | St.-Jakob-Park, Basilea               |                                                              |
| 685. | 20 agosto 2008    | Cipro               | 4 - 1     | Amichevole                           | Stade de Genève, Lancy                |                                                              |
| 686. | 6 settembre 2008  | Israele             | 2 - 2     | Qualificazioni campionato mondiale   | Ramat Gan, Tel Aviv                   |                                                              |
| 687. | 10 settembre 2008 | Lussemburgo         | 1 - 2     | Qualificazioni campionato mondiale   | Letzigrund, Zurigo                    |                                                              |
| 688. | 11 ottobre 2008   | Lettonia            | 2 - 1     | Qualificazioni campionato mondiale   | AFG Arena, San Gallo                  |                                                              |
| 689. | 15 ottobre 2008   | Grecia              | 2 - 1     | Qualificazioni campionato mondiale   | Karaiskakis, Il Pireo                 |                                                              |
| 690. | 19 novembre 2008  | Finlandia           | 1 - 0     | Amichevole                           | AFG Arena, San Gallo                  |                                                              |
| 691. | 11 febbraio 2009  | Bulgaria            | 1 - 1     | Amichevole                           | Stade de Genève, Lancy                |                                                              |
| 692. | 28 marzo 2009     | Moldavia            | 2 - 0     | Qualificazioni campionato mondiale   | Zimbru, Chișinău                      | 1ª partita contro la Moldavia                                |
| 693. | 1 aprile 2009     | Moldavia            | 2 - 0     | Qualificazioni campionato mondiale   | Stade de Genève, Lancy                |                                                              |
| 694. | 12 agosto 2009    | Italia              | 0 - 0     | Amichevole                           | St.-Jakob-Park, Basilea               |                                                              |
| 695. | 5 settembre 2009  | Grecia              | 2 - 0     | Qualificazioni campionato mondiale   | St.-Jakob-Park, Basilea               |                                                              |
| 696. | 9 settembre 2009  | Lettonia            | 2 - 2     | Qualificazioni campionato mondiale   | Skonto-Stadion, Riga                  |                                                              |
| 697. | 10 ottobre 2009   | Lussemburgo         | 3 - 0     | Qualificazioni campionato mondiale   | Josy Barthel, Lussemburgo             | Benjamin Huggel gelingt das 1.000 Länderspieltor der Schweiz |
| 698. | 14 ottobre 2009   | Israele             | 0 - 0     | Qualificazioni campionato mondiale   | St.-Jakob-Park, Basilea               |                                                              |
| 699. | 14 novembre 2009  | Norvegia            | 0 - 1     | Amichevole                           | Stade de Genève, Lancy                |                                                              |

## Dal 2010
|      | Data             | Avversario  | Risultato | Tipo                   | Stadio, città                              | Note                            |
| ---- | ---------------- | ----------- | --------- | ---------------------- | ------------------------------------------ | ------------------------------- |
| 700. | 3 marzo 2010     | Uruguay     | 1 - 3     | Amichevole             | AFG Arena, San Gallo                       |                                 |
| 701. | 1 giugno 2010    | Costa Rica  | 0 - 1     | Amichevole             | Tourbillon, Sion                           |                                 |
| 702. | 5 giugno 2010    | Italia      | 1 - 1     | Amichevole             | Stade de Genève, Lancy                     |                                 |
| 703. | 16 giugno 2010   | Spagna      | 1 - 0     | Campionato mondiale    | Moses-Mabhida-Stadion, Durban              | 1ª vittoria contro la Spagna    |
| 704. | 21 giugno 2010   | Cile        | 0 - 1     | Campionato mondiale    | Nelson-Mandela-Bay-Stadion, Port Elizabeth |                                 |
| 705. | 25 giugno 2010   | Honduras    | 0 - 0     | Campionato mondiale    | Free-State-Stadion, Bloemfontein           | 1ª partita contro l'Honduras    |
| 706. | 11 agosto 2010   | Austria     | 1 - 0     | Amichevole             | Wörthersee-Stadion, Klagenfurt             |                                 |
| 707. | 3 settembre 2010 | Australia   | 0 - 0     | Amichevole             | AFG Arena, San Gallo                       | 1ª partita contro l'Australia   |
| 708. | 7 settembre 2010 | Inghilterra | 1 - 3     | Qualificazioni europei | St.-Jakob-Park, Basilea                    |                                 |
| 709. | 8 ottobre 2010   | Montenegro  | 0 - 1     | Qualificazioni europei | Pod Goricom, Podgorica                     | 1ª partita contro il Montenegro |
| .    | 12 ottobre 2010  | Galles      |           | Qualificazioni europei | St.-Jakob-Park, Basilea                    |                                 |
| .    | 26 marzo 2011    | Bulgaria    |           | Qualificazioni europei |                                            |                                 |
| .    | 4 giugno 2011    | Inghilterra |           | Qualificazioni europei |                                            |                                 |
| .    | 6 settembre 2011 | Bulgaria    |           | Qualificazioni europei |                                            |                                 |
| .    | 7 ottobre 2011   | Galles      |           | Qualificazioni europei |                                            |                                 |
| .    | 11 ottobre 2011  | Montenegro  |           | Qualificazioni europei |                                            |                                 |

## Dal 2020
|   | Data              | Avversario  | Risultato | Tipo                   | Stadio, città             | Note |
| - | ----------------- | ----------- | --------- | ---------------------- | ------------------------- | ---- |
| . | 19 giugno 2023    | Romania     | 2 - 2     | Qualificazioni europei | Swissporarena, Lucerna    |      |
| . | 9 settembre 2023  | Kosovo      | 2 - 2     | Qualificazioni europei | City Stadium, Pristina    |      |
| . | 12 settembre 2023 | Andorra     | 3 - 0     | Qualificazioni europei | Tourbillon, Sion          |      |
| . | 15 ottobre 2023   | Bielorussia | 3 - 3     | Qualificazioni europei | AFG Arena, San Gallo      |      |
| . | 15 novembre 2023  | Israele     | 1 - 1     | Qualificazioni europei | Pancho Arena, Felcsut     |      |
| . | 18 novembre 2023  | Kosovo      | 1 - 1     | Qualificazioni europei | St. Jakob, Basilea        |      |
| . | 21 novembre 2023  | Romania     | 0 - 1     | Qualificazioni europei | Arena Nationala, Bucarest |      |

## Bilancio
|              | Nr. partite | Vittorie | Pareggi | Sconfitte | Reti fatte | Reti subite |
| ------------ | ----------- | -------- | ------- | --------- | ---------- | ----------- |
| In casa      | 412         | 182      | 95      | 135       | 715        | 581         |
| Campo neutro | 55          | 21       | 10      | 24        | 72         | 84          |
| Trasferta    | 385         | 99       | 86      | 201       | 474        | 758         |
| Totale       | 850         | 302      | 191     | 360       | 1261       | 1423        |